# Maison de Wittelsbach
 (décembre 2023).
Si vous disposez d'ouvrages ou d'articles de référence ou si vous connaissez des sites web de qualité traitant du thème abordé ici, merci de compléter l'article en donnant les références utiles à sa vérifiabilité et en les liant à la section « Notes et références ».

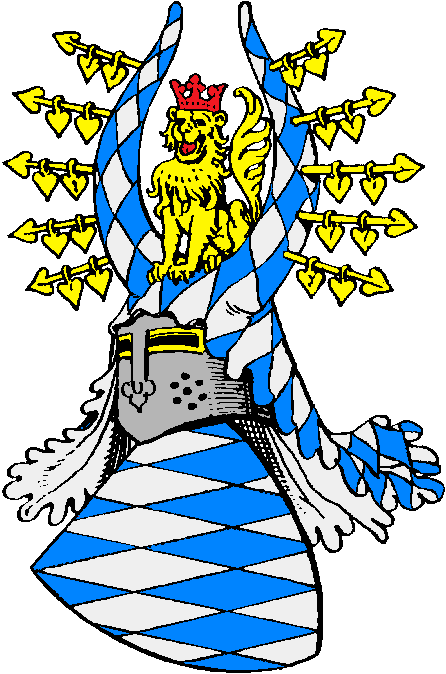
Les Wittelsbach ont donné leurs armes, fuselées en bande d'azur et d'argent, à la Bavière, et leurs couleurs au drapeau actuel de celle-ci.

La maison de Wittelsbach est une famille souveraine d'Allemagne occidentale, l'une des plus anciennes et des plus puissantes du Saint-Empire romain germanique. Elle a régné en particulier sur la Bavière et sur le Palatinat, et a donné des souverains au Saint-Empire, à la Suède et à la Grèce.

## Origines
C'est une famille princière, issue du comte Othon Ier de Scheyern. Son petit-fils Othon II de Wittelsbach, devenu comte palatin de Bavière en 1116 — un simple titre officiel subordonné au duc de Bavière — déplaça sa résidence du château de Scheyern où il fonda l'abbaye de Scheyern, au château de Wittelsbach près d'Aichach en 1124 (en : Wittelsbach).
Son fils, Othon Ier de Bavière, reçut en 1180 de l'empereur Frédéric Ier Barberousse le duché de Bavière confisqué à Henri le Lion, duc de Bavière et de Saxonie de la maison Welf d'Este (ducs de Bavière depuis 1070). Surnommé Othon le Grand, il est à l’origine des Wittelsbach qui régnèrent sur la Bavière pendant 738 ans, jusqu'en 1918.
Le fils d'Othon le Grand, le duc Louis Ier, reçut en outre le titre de comte palatin du Rhin en 1214, après avoir arrangé les fiançailles de son fils de 6 ans, Otton II l'Illustre, avec Agnès, la fille et héritière du Welf Henri IV du Palatinat, dignité assortie de la souveraineté sur le Palatinat (les comtes palatins du Rhin ont succédé aux anciens comtes palatins de Lotharingie et résidaient au château de Heidelberg).
Une ligne secondaire, issue de Arnoult Ier de Scheyern, régit le comté de Dachau à compter de 1104. Cette lignée de la famille a été la première à recevoir le rang ducal, avec son petit-fils Konrad II de Dachau qui est devenu duc de Méranie en 1152. Cette lignée s'est éteinte en 1182 avec son fils, Konrad III, comte de Dachau et duc de Méranie.
Par la suite, des Wittelsbach occupèrent des sièges épiscopaux de l’empire, tels Cologne, assorti de la dignité électorale : Ruprecht fils de Louis III du Palatinat, Ernest fils du duc Albert V, son neveu Ferdinand, son neveu Maximilien-Henri, son petit-cousin Joseph-Clément, son neveu Clément-Auguste ; Strasbourg : Robert de Simmern en 1440-1478, fils d'Étienne, comte de Simmern et des Deux-Ponts ci-dessous ; Albert de Mosbach en 1478-1506, issu d'une branche fondée par un fils du roi Robert III-Ier ci-dessous ; ou Liège : le duc Jean III petit-fils du duc-empereur Louis IV ci-dessous, puis les mêmes que les archevêques de Cologne : Ernest, Ferdinand, Maximilien-Henri, Joseph-Clément, enfin Jean-Théodore frère de Joseph-Clément et de l'empereur Charles VII.

## Deux lignes dynastiques

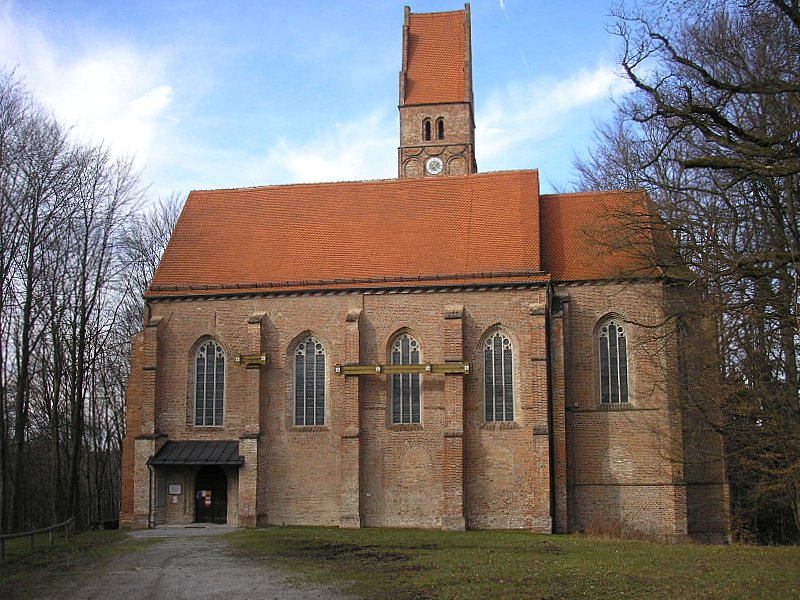
Du bourg de Wittelsbach, au nord-est d'Augsbourg, détruit en 1209 en représailles de l'assassinat de Philippe de Souabe ne reste qu'une église élevée en 1418 par les Chevaliers Teutoniques.

Titres et succession : comme beaucoup de maisons allemandes, les Wittelsbach ont combiné le droit d'aînesse (primogéniture) dans les mâles (loi salique), avec les partages successoraux pour ne pas léser les cadets. Les cadets reçoivent donc souvent le titre de l'aîné, mais avec une assignation géographique secondaire, en quelque sorte comme prince associé, auxiliaire, délégué : par exemple « comte palatin de Simmern », c'est-à-dire : responsable du Palatinat « à, pour : zu » Simmern, ou encore : « comte délégué de l'Electeur comte Palatin à, pour (zu) Simmern ». Mais l'aîné de la dynastie (le prince électeur) reste le seul vrai comte Palatin du Rhin souverain, dont le domaine est dit « Palatinat électoral ». Mais les Wittelsbach ont aussi pratiqué les règnes conjoints, en indivis, de deux frères, comme évoqué juste après ; ou bien le partage intégral, sans prééminence de l'aîné : cf. les enfants du duc-empereur Louis III-IV dans la branche ducale Ludovicienne ci-dessous.
Les choses se compliquent encore quand on sait que les Wittelsbach s'intitulent volontiers ducs (sous-entendu : de Bavière), même quand ce titre honorifique n'a plus rien d'effectif : cf. la remarque débutant la branche palatine Rodolphine ci-dessous. Ainsi, on a parlé de duc de Cleebourg, de duc de Birkenfeld, et même de duc de Bischweiler, ou de Veldenz et de Guttenberg, alors que les duchés correspondants n'existent pas : il faut en fait comprendre duc de Bavière (> en Palatinat > en Deux-Ponts) zu (dans le comté palatin de) Cleebourg, zu (dans le comté palatin de) Birkenfeld, zu (dans la seigneurie de) Bischwiller, zu (dans le comté palatin de) Veldenz (et le château de) Guttenberg. C'est ainsi qu'il faut interpréter le titre de duc en Bavière (voir le paragraphe à la fin de cet article : Généalogie des ducs en Bavière) : duc (de Bavière) zu/in Bayern (de : Herzog in Bayern), le siège initial de ce rameau des Birkenfeld, Gelnhausen, lui ayant été enlevé pour passer à la Hesse-Darmstadt au XIXe siècle, « zu Gelnhausen » n'était donc plus possible, et ce rameau vivant désormais en Bavière même, à Munich et Possenhofen. En plus des duchés purement bavarois évoqués dans la branche ducale Ludovicienne, les seuls duchés dont on peut réellement parler sont les comtés palatins où le titre ducal a vraiment fini par s'imposer : Simmern, Deux-Ponts, Neubourg et Soulzbach.
- La maison de Wittelsbach se scinda en deux lignes dès le XIIIe siècle. Les deux fils d'Othon II, régnant d'abord en indivis, se partagèrent les domaines en 1255 : Louis II, duc de Bavière en Haute-Bavière (Munich, Ingolstadt) et comte Palatin du Rhin ; Henri XIII, duc de Bavière en Basse-Bavière (Straubing, Landshut) et comte palatin de Bavière (Haut-Palatinat, Amberg, Neumarkt), dont la descendance mâle s'éteint en 1340 (Jean Ier) : la Basse-Bavière et le Haut-Palatinat échoient alors au duc Louis III (empereur Louis IV) de Haute-Bavière.
- Puis la maison de Wittelsbach se scinda en deux lignes au XIVe siècle. Les possessions de Louis II de Bavière (1229-1294), duc de Haute-Bavière et comte palatin du Rhin, vont d'abord à son fils aîné Rodolphe Ier le Bègue en 1294 ; puis Rodolphe et son frère cadet le duc Louis III (IV) règnent conjointement sur la Haute-Bavière et le Palatinat à partir de 1301 ; mais Louis, élu roi de Germanie en 1314 puis empereur en 1328, pousse son aîné à l'abdication en 1317, et devient le seul souverain, spoliant ses neveux. Finalement Louis doit accepter de partager avec son neveu Rodolphe II l'Aveugle en 1329 au traité de Pavie : ce dernier reçoit le Palatinat rhénan et le Haut-Palatinat bavarois. Lui succèdent son frère Robert Ier (Rupert, Ruprecht) le Rouge, prince-électeur depuis la Bulle d'or de 1356, puis leur neveu Robert II le Sérieux (fils de leur frère Adolphe le Simple).
- La branche aînée dite Rodolphine, issue de Rodolphe Ier et de Robert II ci-dessus, reçut le palatinat du Rhin et le Haut-Palatinat bavarois. Cependant elle conserva le patronyme de Bavière, assimilé à de Wittelsbach, et garda de manière purement décorative le titre de duc de Bavière, sans lien réel avec le duché de Bavière. Par la Bulle d'Or de 1356, l'empereur Charles IV reconnut l'Electorat à cette branche palatine, qui réunit en 1777 les deux héritages (Bavière et Haut-Palatinat d'une part, Palatinat rhénan d'autre part, avec les deux électorats fondus alors en un seul pour Charles-Théodore) à l'extinction de la branche cadette ducale (mort de Maximilien III Joseph, fils du duc-empereur Charles VII).
- la branche cadette dite Ludovicienne, issue de Louis III (IV), eut le duché de Bavière (la Basse-Bavière étant récupérée en 1340) et, depuis 1621, le Haut-Palatinat. Mais les nombreux enfants de Louis se divisèrent l'héritage en 1349 : branches de Haute-Bavière (qui eut aussi les comtés de Hainaut, Hollande et Zélande, et le Brandebourg), et, en Basse-Bavière, de Landshut et de Straubing. La branche de Landshut hérite de la Haute-Bavière en 1363 (mais nouvelle division en 1392 : Bavière-Munich et Bavière-Ingolstadt — la reine Isabeau était de cette branche — puis en 1467 : Bavière-Dachau), et de la Bavière-Straubing en 1425. Finalement la branche de Bavière-(Landshut)-Munich hérite des autres branches en 1503-1505, après la guerre de Landshut, et réunifie presque toute la Bavière (sauf le duché de Neubourg, démembré de Landshut, qui passe alors — exceptionnellement en succession féminine — à la branche palatine : Othon-Henri ci-dessous et son frère Philippe de Neubourg, et prend le nom de Nouveau ou Jeune Palatinat).

Albert IV de Bavière-Munich (1447-1508), en 1506, supprime la politique des partages pour garantir définitivement l'unité du duché, au profit de son fils aîné Guillaume IV le Constant (1493–1550 ; son frère de Louis X de Bavière-Landshut (1495–1545) sera cependant reconnu duc en 1514, à Landshut et Straubing). Puis, de père en fils : Albert V le Magnifique (1528-1579) ; Guillaume V le Pieux (1548-1626) ; Maximilien Ier (1573-1651 ; prince-électeur de Bavière en 1623) et son frère cadet Albert VI (1584-1666 ; duc-régent de Bavière) ; Ferdinand-Marie (1636-1679 ; fils de Maximilien Ier) ; Maximilien II Emmanuel (1662-1726 ; sa sœur Marie-Anne épouse le Grand Dauphin, fils de Louis XIV : ils sont les grands-parents paternels de Louis XV) ; Charles-Albert (1697-1745 ; empereur Charles VII du Saint-Empire en 1742 ; son demi-frère aîné, l'enfant Joseph-Ferdinand (1692–1699), fut l'héritier d'Espagne en 1698) ; Maximilien III Joseph de Bavière (1727-1777 ; sans postérité) : avec lui finit la lignée Ludovicienne, et l'électeur Palatin du Rhin Charles IV Théodore de Soulzbach (1724-1799 ; voir ci-dessous ; issu de la branche Rodolphine) hérite alors de l'électorat-duché de Bavière (sans postérité), suivi à son tour de Maximilien IV Joseph, Maximilien Ier comme premier roi de Bavière en 1806 (1756-1825 ; voir ci-dessous ; issu de la branche de Palatinat-Deux-Ponts-Birkenfeld-Bischwiller).

### La maison palatine (branche Rodolphine)
À partir du roi Robert III — fils de l'électeur palatin Robert II le Sérieux ci-dessus — élu roi des Romains en 1400 sous le nom de Robert Ier mais qui ne put régner efficacement ni accéder au titre d'empereur, la maison palatine se scinda à son tour en plusieurs branches régnant sur des comtés palatins, l'électeur, comte Palatin du Rhin se réservant la souveraineté sur le domaine principal appelé le Palatinat électoral. Ces branches ou leurs rameaux se succédèrent ensuite sur le trône du Palatinat au rythme de leurs extinctions successives dans les mâles.
Électeurs palatins jusqu'en 1559 : la branche aînée compta comme électeurs palatins : Louis III le Barbu, fils du roi Robert (III-Ier) et père des Palatins Louis IV le Doux et Frédéric Ier le Victorieux (dont le fils morganatique Louis est à l'origine des comtes de Löwenstein, desquels est issue l'actuelle branche aînée de la maison de Wittelsbach dont le chef est le prince Ludwig de Löwenstein-Wertheim-Freudenberg, né en 1951). Louis IV le Doux (qui avait acquis Löwenstein en 1441) engendra < Philippe Ier l'Ingénu, père de < Louis V le Pacifique et de Frédéric II le Sage (les deux sans postérité) ; leur frère Robert (en : Ruprecht) épousa Elisabeth, fille de Georges le Riche, duc de Bavière-Landshut (d'où l'acquisition du duché de Neubourg), dont < Othon-Henri, électeur Palatin, aussi duc de Neubourg avec son frère cadet Philippe (en quelque sorte : duc de Bavière-(Landshut) à (zu) Neubourg-sur-le Danube/Neuburg an der Donau), mort en 1559 sans héritier direct : fin des Électeurs comtes Palatins du Rhin aînés.
Robert III (roi Robert Ier) eut trois fils cadets : Étienne, duc et comte palatin de Simmern et Deux-Ponts ci-dessous ; Jean, comte palatin de Neumarkt dans le Haut-Palatinat (Palatinat-Neumarkt), dont le fils fut le roi Christophe III de Danemark, Suède et Norvège (Union de Kalmar), mort sans postérité en 1448 ; et Othon Ier, comte palatin de Mosbach qui hérita Neumarkt du roi Christophe en 1448, et dont le fils Othon II termina la lignée en 1499.
- De plus, le père du roi Robert l'électeur palatin Robert II hérita en 1394 du comté de Deux-Ponts par legs du comte Eberhard II de Deux-Ponts (de la maison de Sarrebruck). Les Deux-Ponts allèrent à son fils Robert III (roi Robert Ier) puis au fils cadet de celui-ci, le comte duc Étienne ci-dessus et ci-dessous.
- La branche de Palatinat-Simmern ou branche des comtes-ducs palatins de Simmern[1] : depuis 1410, duc Étienne (1385-1459), fils cadet de Robert III et frère puîné de Louis III, comte ou duc palatin de Simmern, époux d'Anne de Veldenz-Sponheim, et après lui : Frédéric Ier, comte ou duc de Simmern, comte de Sponheim < Jean Ier < Jean II < Frédéric II (1515-1576) ci-après, puis ses frères cadets Georges Ier et Richard Ier ; Étienne fut aussi comte-duc palatin de(s) Deux-Ponts/Zweibrücken. Cette branche passa au protestantisme en 1546, et succéda à la branche aînée à l'Electorat et Palatinat du Rhin en 1559 (avec Frédéric II de Simmern, alias Frédéric III le Pieux du Palatinat (1515-1576), calviniste, arrière-arrière-petit-fils d'Étienne, au décès de l'électeur Othon-Henri ci-dessus ; ce dernier avait aussi hérité de son grand-père maternel le duc Georges le Riche de Bavière-Landshut le duché bavarois de Neubourg (Nouveau ou Jeune Palatinat), issu de Landshut, voir plus haut, qui alla au cousin du nouvel électeur Frédéric III : Wolfgang duc de Deux-Ponts ci-dessous, par le pacte familial de Heidelberg, 1557. Frédéric III eut un fils cadet, Jean-Casimir (1543-1592), comte palatin de (à) Neustadt-an-der-Haardt et Kaiserslautern.

Électeurs palatins de 1559 à 1685 : À Frédéric III (II) succédèrent comme Électeurs comtes Palatins du Rhin, comtes palatins de Simmern et de Sponheim (voir ci-dessous) : son fils aîné Louis VI (1539-1583 ; luthérien), puis Frédéric IV le Juste (1574-1610 ; calviniste), et Frédéric V (1596-1632 ; calviniste), dont le frère cadet Louis-Philippe (1602-1655) fut comte palatin de (à) Simmern et Kaiserslautern, et après lui son fils Louis-Henri (1640-1674).
- En outre, la femme du duc Étienne de Simmern-Deux-Ponts, Anne de Veldenz, avait hérité en 1444 des comtés de Sponheim et de Veldenz en partie, à la mort de son père Frédéric III de Veldenz.. En 1444, deux des fils d'Étienne lui avaient succédé, déjà rencontrés plus haut : l'aîné, Frédéric Ier de Palatinat-Simmern, fut comte ou duc palatin de (à) Simmern et Sponheim ; le cadet, Louis Ier le Noir, fut duc palatin de(s) Deux-Ponts et comte palatin de (à) Veldenz.
- La branche aînée de Simmern, celle de Frédéric Ier, compta Élisabeth-Charlotte de Bavière, la princesse palatine, qui devint belle-sœur de Louis XIV et duchesse d'Orléans, mère du Régent, épistolière renommée. Son grand-père Frédéric V se proclama roi de Bohême en 1619 — c'est une des origines de la guerre de Trente Ans — mais fut battu et déchu de ses possessions et de son titre électoral en 1620 au profit du lointain cousin catholique bavarois Maximilien Ier. Son fils Charles Ier-Louis (1617-1680), père de ladite princesse palatine, retrouvera l'électorat et le Bas-Palatinat rhénan électoral en 1648 à la paix de Westphalie, mais pas le Haut-Palatinat bavarois resté au duc de Bavière. Avec le fils de Charles-Louis, Charles II (1651-1685), s'éteignirent en 1685 dans les mâles, les Électeurs Palatins de la branche aînée de Simmern.
Frédéric V (1596-1632) avait épousé en 1613 Elisabeth de Grande-Bretagne, et c'est par leur fille Sophie, sœur de Charles-Louis et la seule de la famille restée protestante, que se fit la succession royale britannique en 1714 (avec George Ier de Hanovre/de Brunswick-Lunebourg, fils de Sophie). Le célèbre prince Rupert était un fils cadet de Frédéric V et Elisabeth, et son frère Édouard eut une riche postérité.
- de la branche de Simmern vint le rameau cadet de Palatinat-Deux-Ponts[2], comtes palatins et ducs de(s) Deux-Ponts, comtes palatins de Veldenz : depuis Louis Ier le Noir (1424-1489), fils cadet du duc Étienne, comte palatin de Simmern et des Deux-Ponts ci-dessus ; puis son fils le duc Alexandre (1462-1514) < duc Louis II (1502-1532) < duc Wolfgang (1526-1569), protestant, époux d'Anne de Hesse, fille du landgrave Philippe ; aussi ducs palatins de Neubourg (Nouveau ou Jeune Palatinat) depuis ledit Wolfgang ; en revanche le comté palatin de Veldenz passa à un fils cadet d'Alexandre : Robert, qu'on verra à la fin). Ce rameau accéda au Palatinat électoral en 1685 dans sa branche aînée, celle des ducs palatins de Neubourg ci-dessous. Un des fils cadet du duc Wolfgang fut Frédéric, comte palatin de Vohenstrauß, 
  - Électeurs palatins de 1685 à 1742 : En effet le rameau aîné de Palatinat-Neubourg (1569 : Philippe-Louis (1547-1614 ; fils du duc Wolfgang ci-dessus), catholique, possessionné du duché palatin de Neubourg (en revanche le duché de Deux-Ponts passe à une branche cadette, ci-dessous), succéda à la branche aînée de Simmern sur le trône du Palatinat en 1685 (plus Simmern et Sponheim) avec Philippe-Guillaume du Palatinat (1615-1690 ; fils du duc Wolfgang-Guillaume, lui-même fils du duc Philippe-Louis ; Wolfgang-Guillaume avait aussi hérité en 1614 les duchés de Juliers et de Berg et la seigneurie de Ravenstein de son oncle maternel Jean-Guillaume de Clèves ; Philippe-Guillaume eut à faire face en 1689 au Sac du Palatinat par la France de Louis XIV). Ce rameau s'éteignit en 1742 avec Charles III Philippe, fils de Philippe-Guillaume,
    - d'où le rameau de Palatinat-Soulzbach : une première fois, le comté de Soulzbach/Sulzbach fut détaché de Neubourg en 1569-1604 pour Othon, fils cadet du duc Wolfgang des Deux-Ponts et de Neubourg, et frère du duc Philippe-Louis ci-dessus ; puis une deuxième fois en 1614 pour Auguste de Palatinat-Soulzbach, fils cadet de Philippe-Louis, promu duc palatin de Soulzbach (en quelque sorte : duc de Neubourg à (zu) Soulzbach), et suivi de père en fils par < Christian-Auguste < Théodore-Eustache < Joseph-Charles puis son frère Jean-Christian ; (le dernier fils de Philippe-Louis, donc frère benjamin de Wolfgang-Guillaume et d'Auguste, fut Jean-Frédéric de Hilpoltstein),
    - Électeur palatin de 1742 à 1799 : Le rameau de Soulzbach succéda au rameau de Neubourg sur le trône du Palatinat en 1742 (avec Berg, Juliers et Ravenstein) en la personne de Charles IV Théodore (1724-1799, fils du duc Jean-Christian et gendre de l'électeur palatin Charles III Philippe ; duc-Électeur de Bavière en 1777 : voir plus haut ; marquis de Berg-op-zoom par sa mère ; mort sans postérité légitime),

  - d'où le rameau cadet de Palatinat-Deux-Ponts : 1569, ducs palatins de Deux-Ponts avec Jean Ier (1550-1604, fils cadet du duc Wolfgang, frère du duc Philippe-Louis de Neubourg et du comte Othon de Soulzbach ci-dessus), d'où < Jean II, père de < Frédéric, suivi de son cousin Frédéric-Louis († 1681 ; souche de la branche des barons de Fürstenwärther — à Odenbach et Meisenheim — qui subsistera[3] dans les mâles jusqu'en 1905), fils de Frédéric-Casimir, comte palatin de Landsberg[4], lui-même frère cadet de Jean II.
    - d'où le rameau de Deux-Ponts-Cleebourg : 1617, avec le comte palatin Jean-Casimir de Deux-Ponts-Cleebourg (1589-1652), frère cadet du duc Jean II de Deux-Ponts et du comte Frédéric-Casimir de Landsberg ci-dessus, époux de Catherine Vasa, fille de Charles IX de Suède, ce qui explique que la branche aînée des Deux-Ponts-Cleebourg donna trois rois et une reine à la Suède, de 1654 à 1720 : Charles X Gustave , fils de Jean-Casimir et Catherine < Charles XI < Charles XII puis sa sœur Ulrique-Éléonore. Ce rameau aîné succéda à la branche de Deux-Ponts sur le trône ducal de Deux-Ponts avec Charles XI en 1681, suivi par la branche cadette des Cleebourg/Kleeburg en 1718 à la mort de Charles XII, avec Gustave-Samuel-Léopold (1670-1731), frère d'Adolphe-Jean II et fils d'Adolphe-Jean Ier, comte palatin de (à) Cleebourg, ce dernier étant un fils cadet de Jean-Casimir,
    - d'où le rameau de Palatinat-Birkenfeld, 1569, comtes ou ducs palatins de (à) Birkenfeld, avec Charles Ier (1560-1600), dernier fils du duc Wolfgang de Deux-Ponts et Neubourg et d'Anne de Hesse, et père de < Georges Guillaume < Charles II Otton (1625-1671),
      - d'où le rameau de Birkenfeld-Bischweiler, avec le comte palatin Christian Ier (1598-1654), fils cadet de Charles Ier de Birkenfeld ci-dessus, et père de < Christian II, mari de Catherine Agathe de Ribeaupierre (Rappolstein), d'où < Christian III < Christian IV († 1775). Ce rameau succéda à la branche aînée de Deux-Ponts-Birkenfeld en 1671 (Christian II), puis à la branche de Deux-Ponts-Cleebourg en 1731 (Christian III, 1674-1735, duc de Deux-Ponts en 1731). Désormais, les Birkenfeld-Bischwiller sont la nouvelle famille ducale de Deux-Ponts. Christian IV n'ayant eu qu'une postérité morganatique (les comtes et comtesses de Forbach), la succession se fit dans les enfants de son frère Frédéric-Michel (1724-1767), comte palatin de Birkenfeld, comte de Ribeaupierre et seigneur de Bischwiller < père des ducs Charles II Auguste (1746-1795) et Maximilien Ier (1756-1825),
      - Le dernier Électeur palatin-duc électeur de Bavière, en 1799-1806 : Maximilien est le successeur de Charles-Théodore de Soulzbach (1724-1799) sur les trônes électoraux du Palatinat et de Bavière (Maximilien IV Joseph) en 1799 (mais le Saint-Empire disparaît le 6 août 1806), puis est promu roi de Bavière en 1806, suivi par ses descendants, les rois de Bavière de père en fils : < son fils Louis Ier (1786-1868 ; abdique en 1848 devant la révolution de Mars) < Maximilien II (1811-1864) < Louis II (1845-1886), puis le frère et le cousin germain de ce dernier, Othon (1848-1916 ; abdique en 1913) et Louis III (1845-1921 ; abdication de fait le 13 novembre 1918), et l'actuelle maison de Bavière issue de Louis III, dont le chef porte le titre de duc de Bavière : le duc François depuis 1996).
      - d'où le rameau de Birkenfeld-Gelnhausen (comte palatin Johann, 1638-1704, fils de Christian Ier de Bischwiller ci-dessus), seule branche cadette dynaste subsistante après 1799, titrée alors ducs en Bavière : cf. à la fin de l'article,

  - d'où le rameau des comtes palatins de Veldenz : 1543, avec Robert de Palatinat-Veldenz (1506-1544), fils cadet d'Alexandre duc de Deux-Ponts et de Neubourg ci-dessus (lui-même fils de Louis le Noir, petit-fils d'Etienne et arrière-petit-fils du roi Robert) ; père du comte palatin Georges-Jean Ier de Veldenz (1543-1592), qui, en Alsace, fut aussi comte de Lützelstein (La Petite-Pierre), acquit le Ban de La Roche en 1584 et fonda Phalsbourg en 1579 (passé à la Lorraine dès 1590). Ce rameau s'éteignit en 1694, après les quatre fils et le petit-fils de Georges-Jean Ier : Georges-Gustave, aussi seigneur de Lauterecken et fondateur de Lixheim en 1608 (cédé à la Lorraine en 1623), père de < Léopold-Louis († 1694) ; Jean-Auguste ; Louis-Philippe de Guttenberg ; Georges-Jean II. Leur cousin Charles XI de Suède hérita, ci-dessus.

En 1620, l'électeur Frédéric V du Palatinat, également anti-roi de Bohême (le « roi d'un hiver »), est déchu de la dignité électorale, qui est donnée avec le Haut-Palatinat à son cousin très éloigné le duc Maximilien Ier de Bavière.
Néanmoins, à l'occasion de la paix de Westphalie (1648), un huitième électorat est créé en faveur du fils de Frédéric V, Charles Ier Louis, qui est rétabli dans ses États du Palatinat rhénan, mais pas dans le Haut-Palatinat conservé par la Bavière.

Blason des Ducs de Bavière et comtes palatin du Rhin

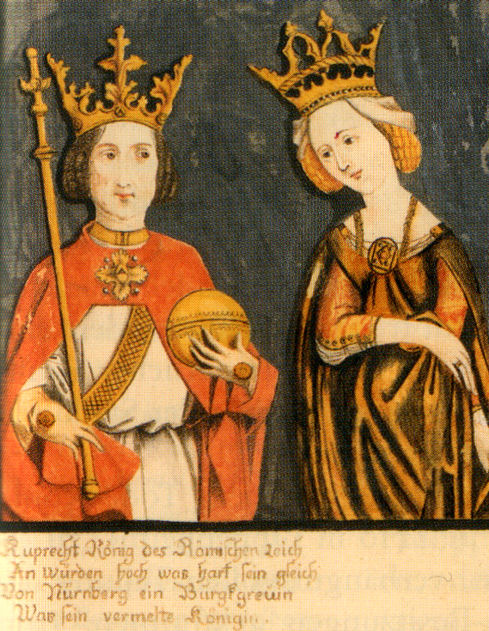
Robert Ier du Saint-Empire (1352-1410)
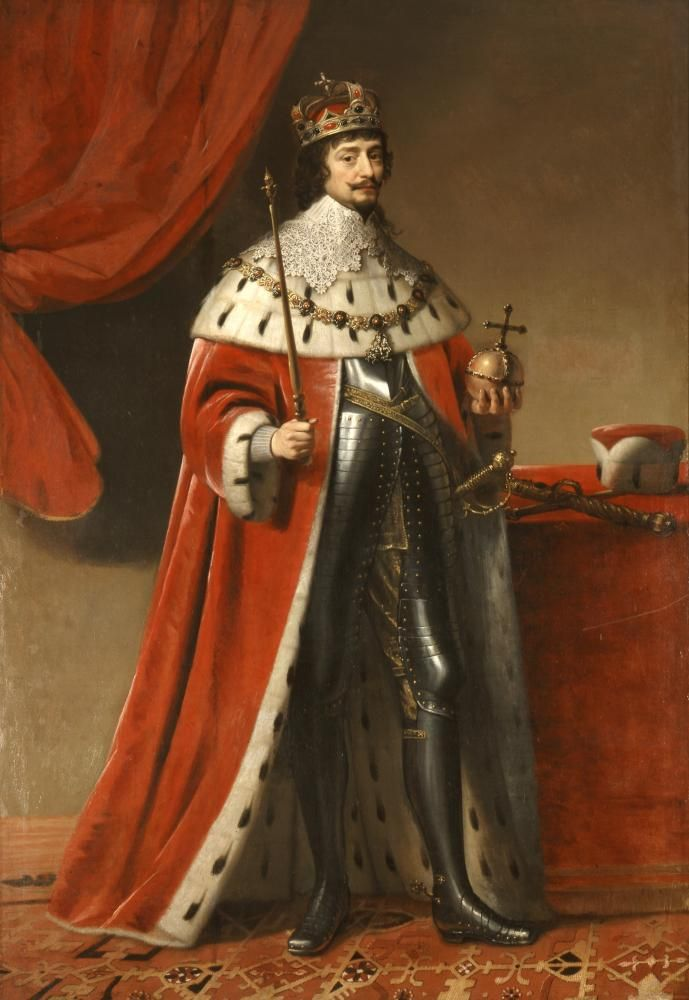
Frédéric V du Palatinat, roi de Bohême (1596-1632)
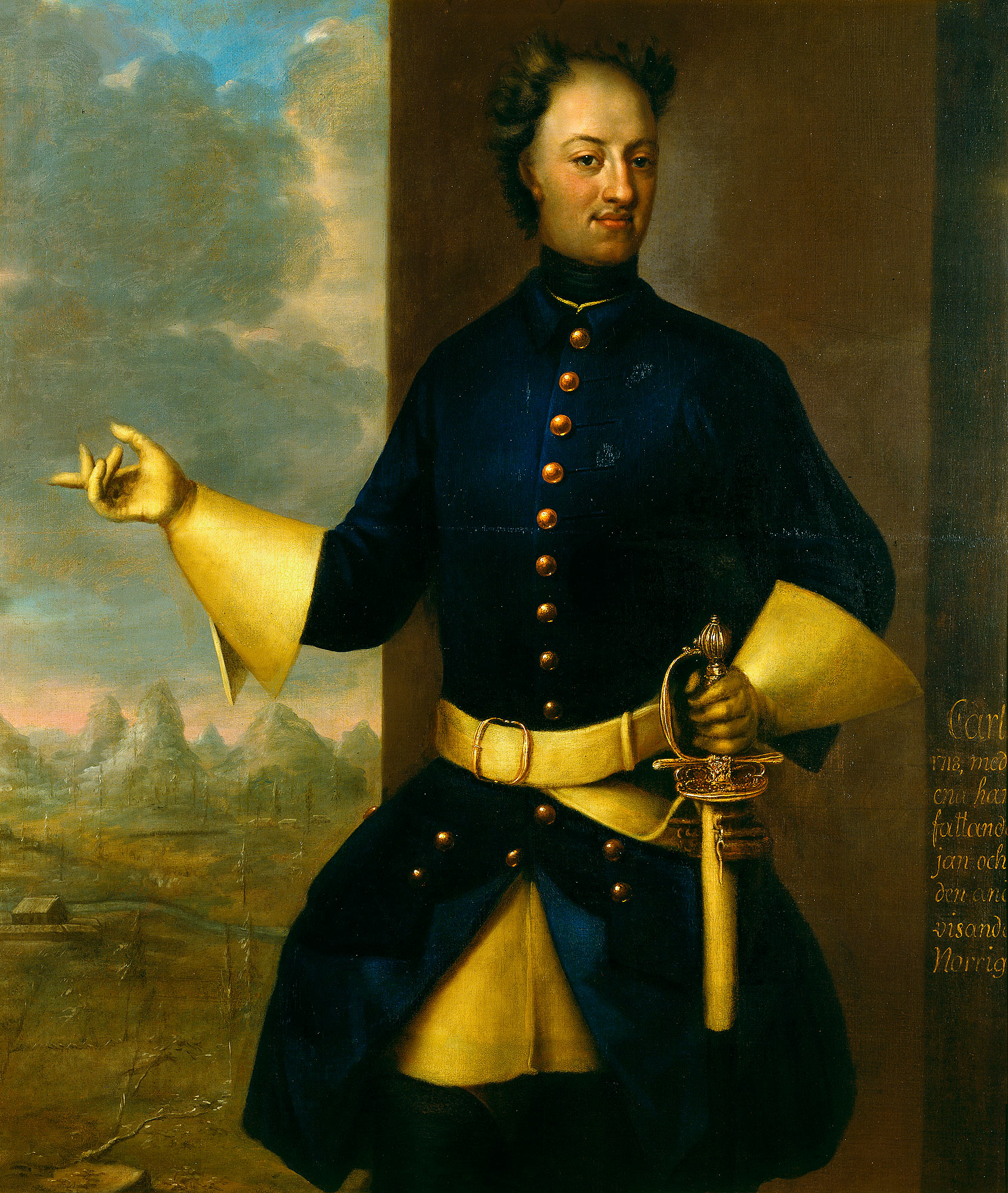
Charles XII de Suède (1682-1718)

#### Les châteaux de la maison palatine

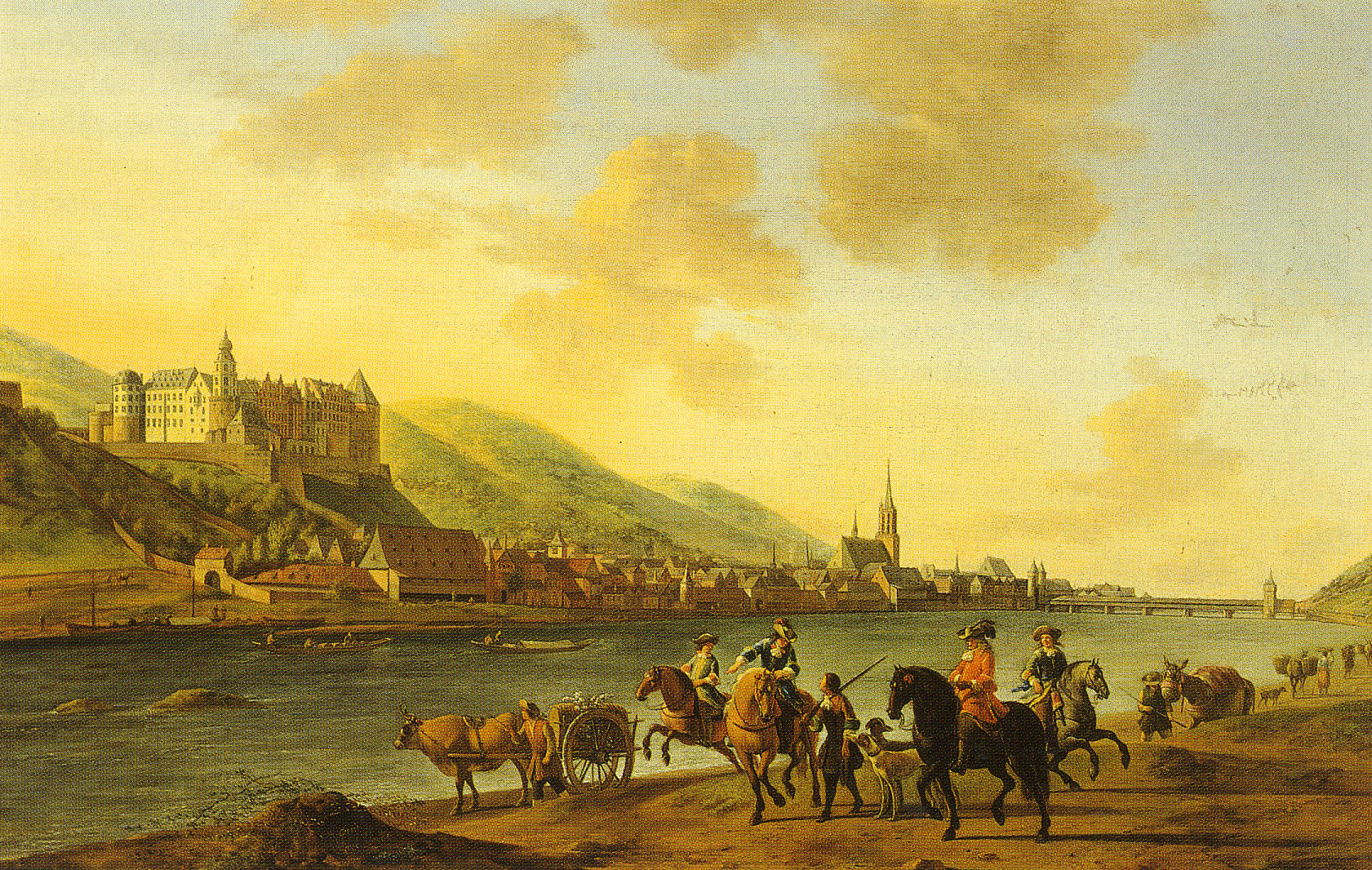
Château de Heidelberg 1670
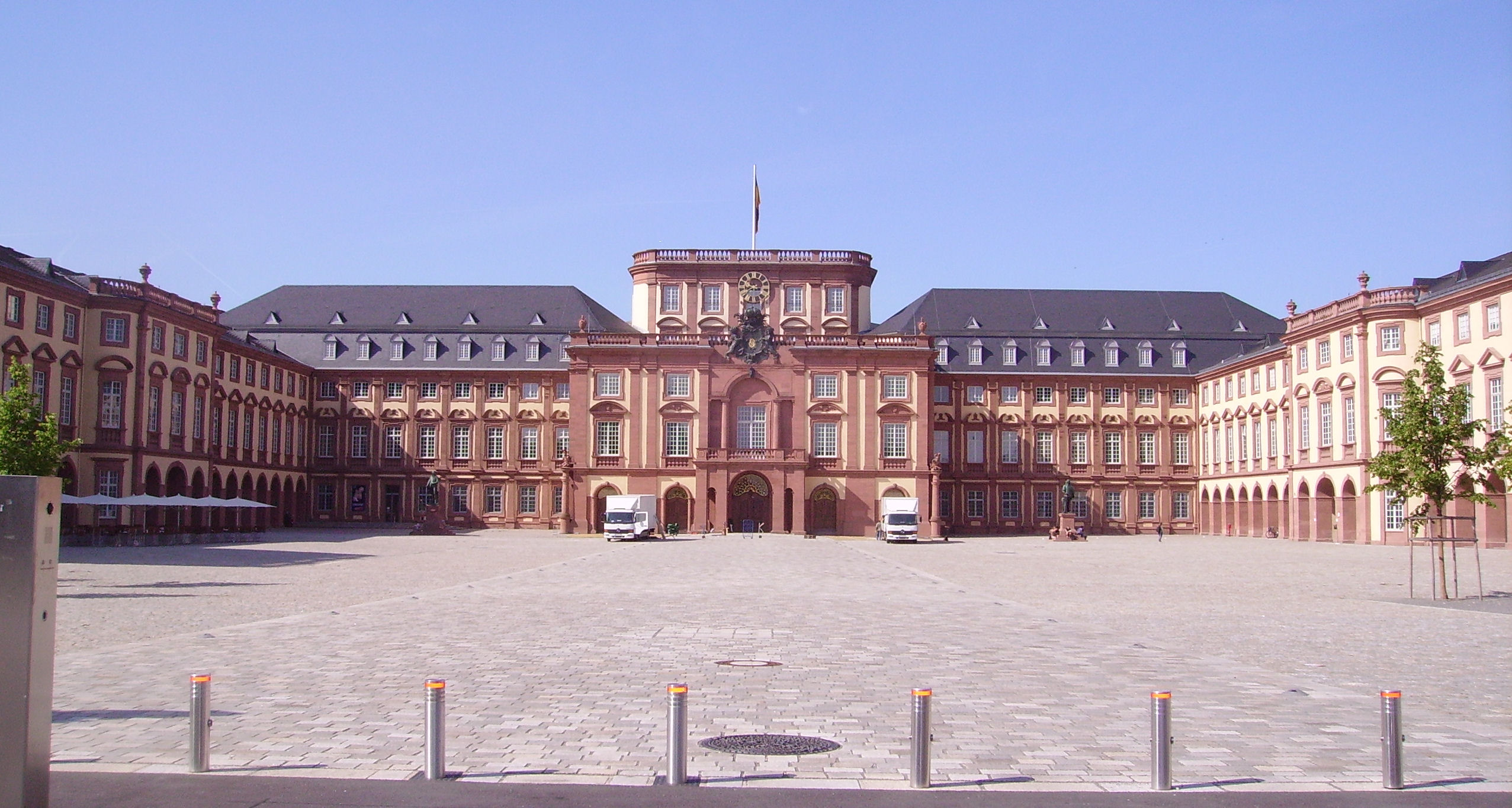
Château de Mannheim
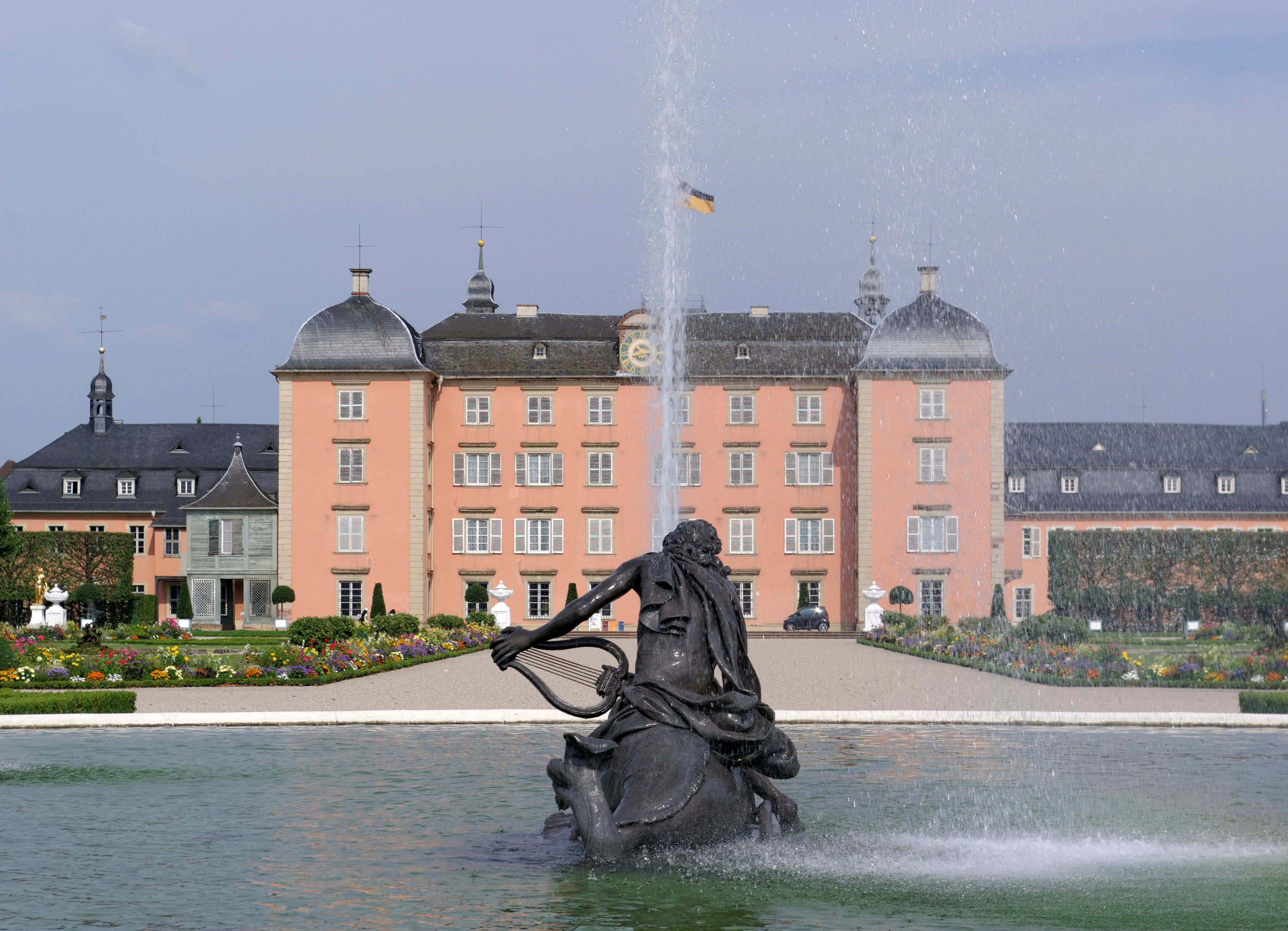
Château de Schwetzingen
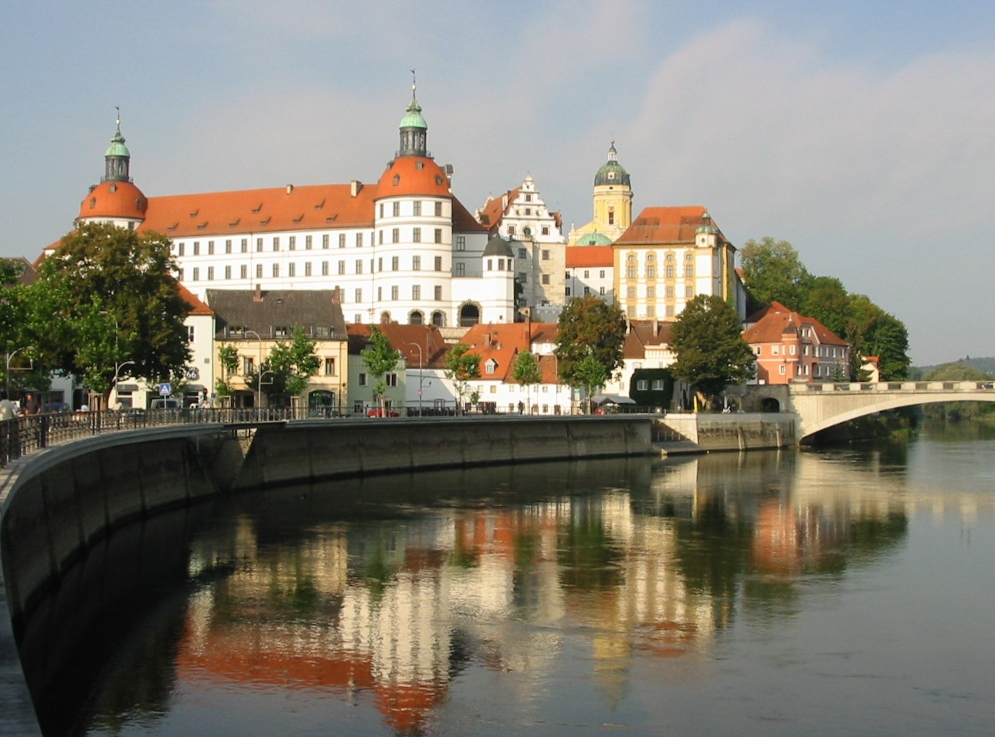
Château de Neubourg-sur-le-Danube
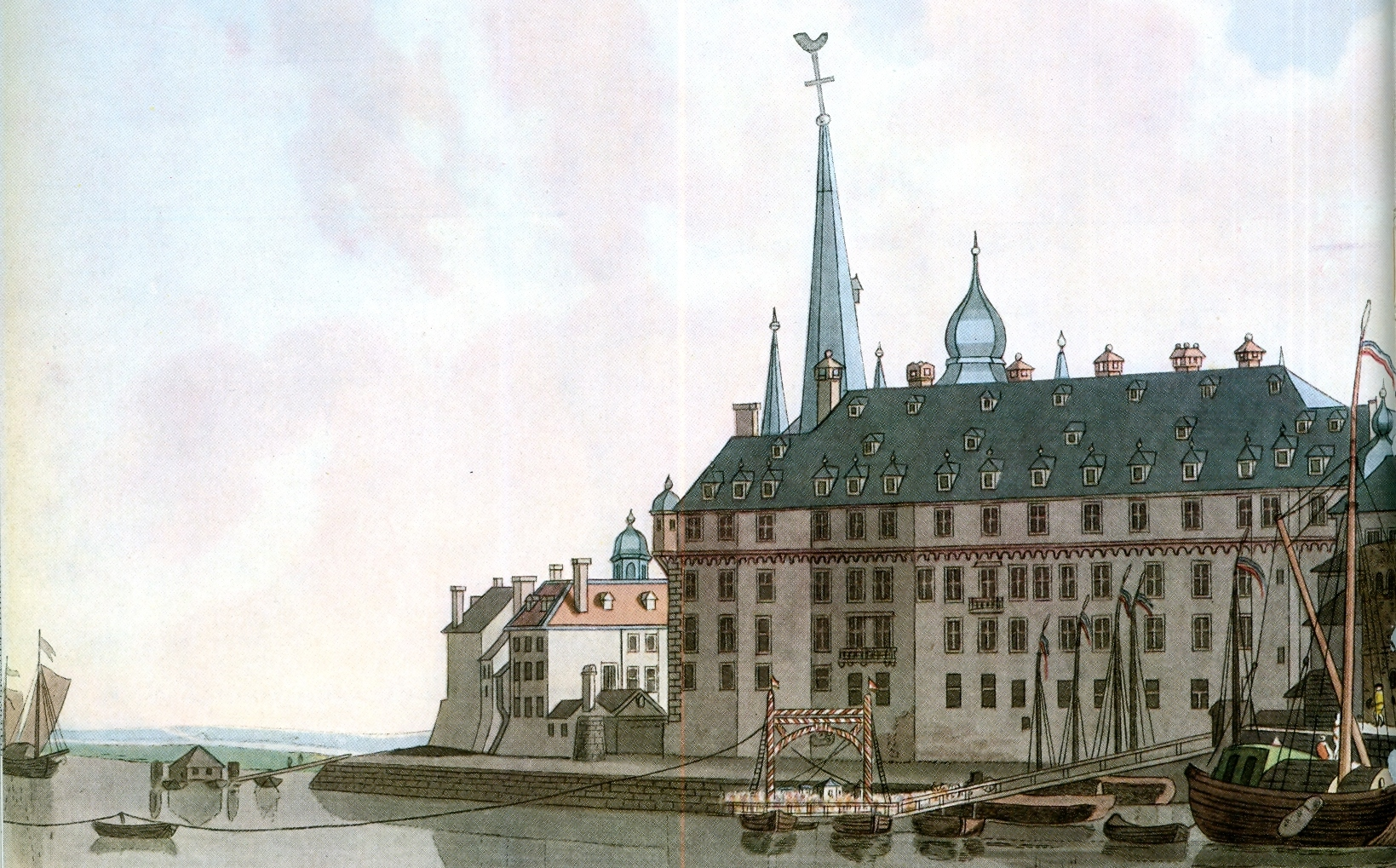
Château de Düsseldorf
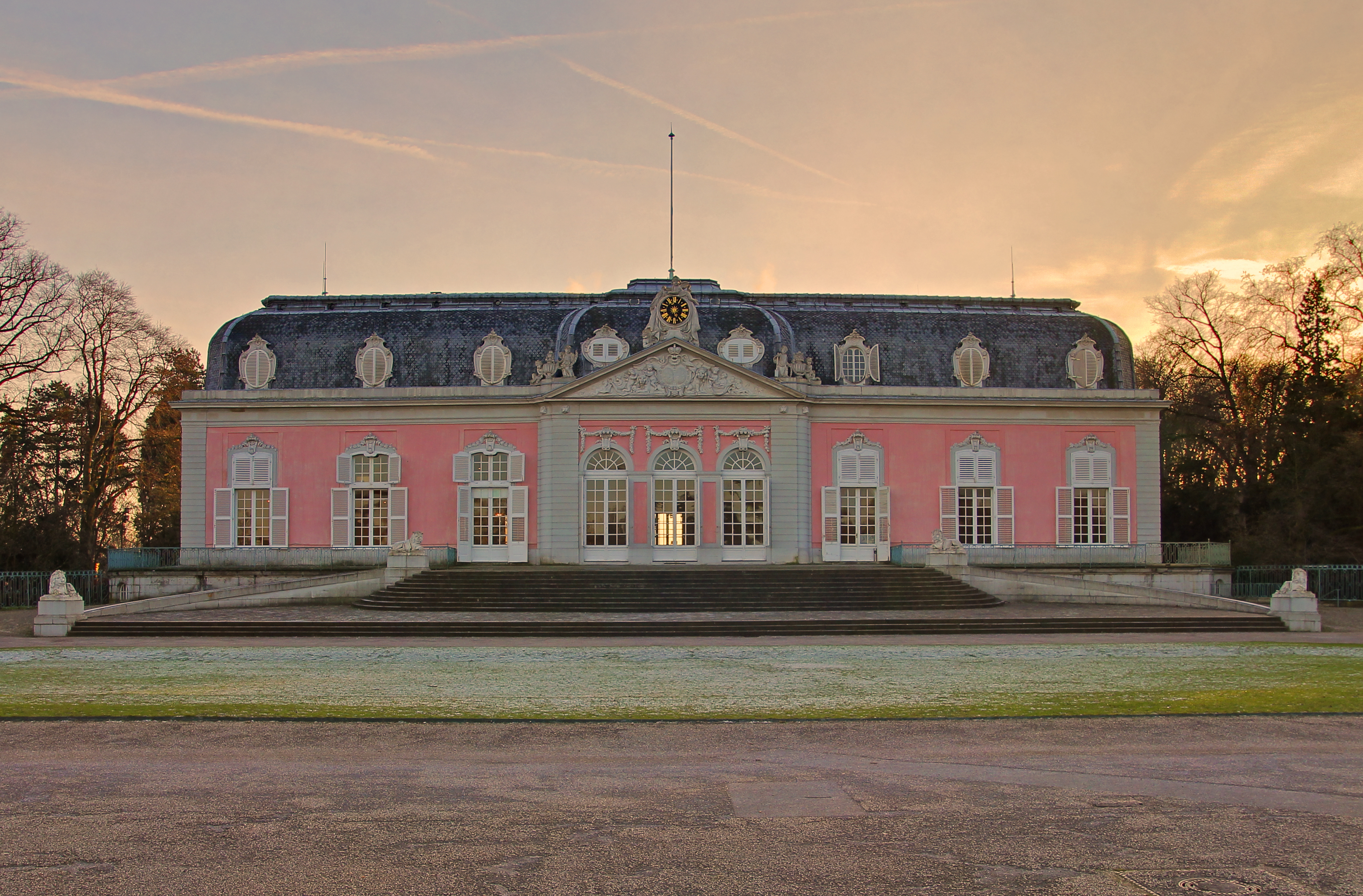
Château de Benrath à Düsseldorf
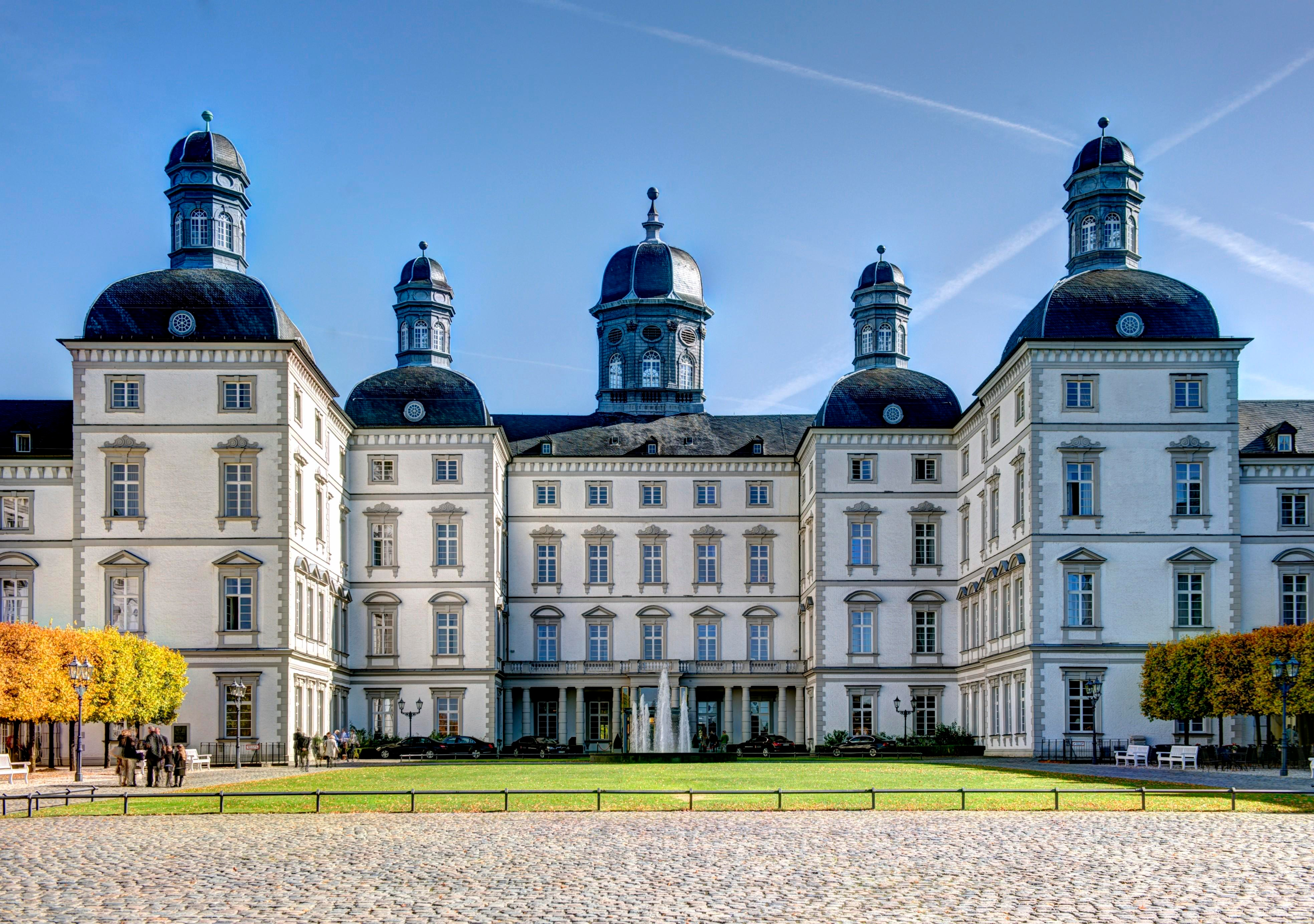
Château de Bensberg à Bergisch Gladbach
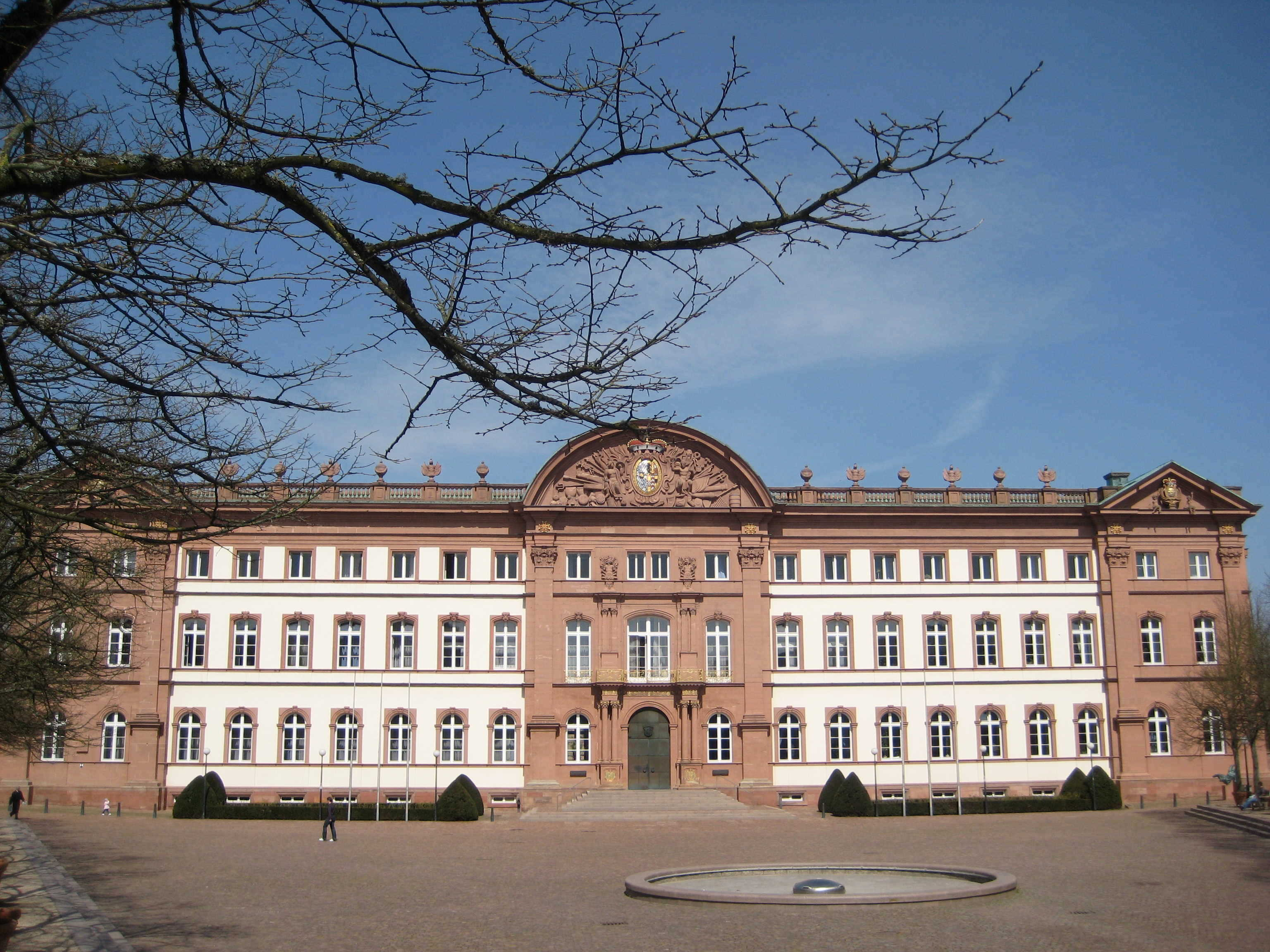
Château des Deux-Ponts
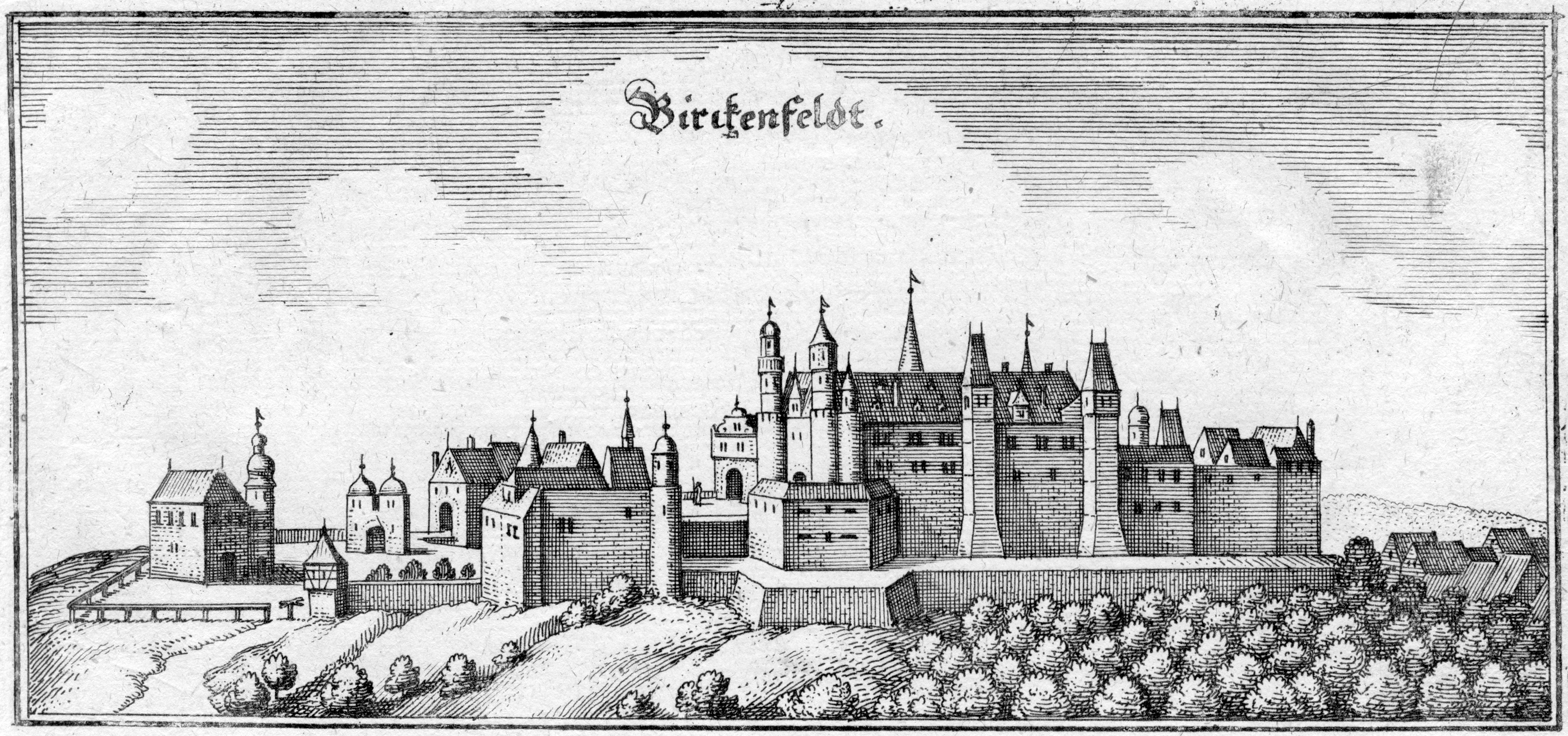
Château de Birkenfeld 1645
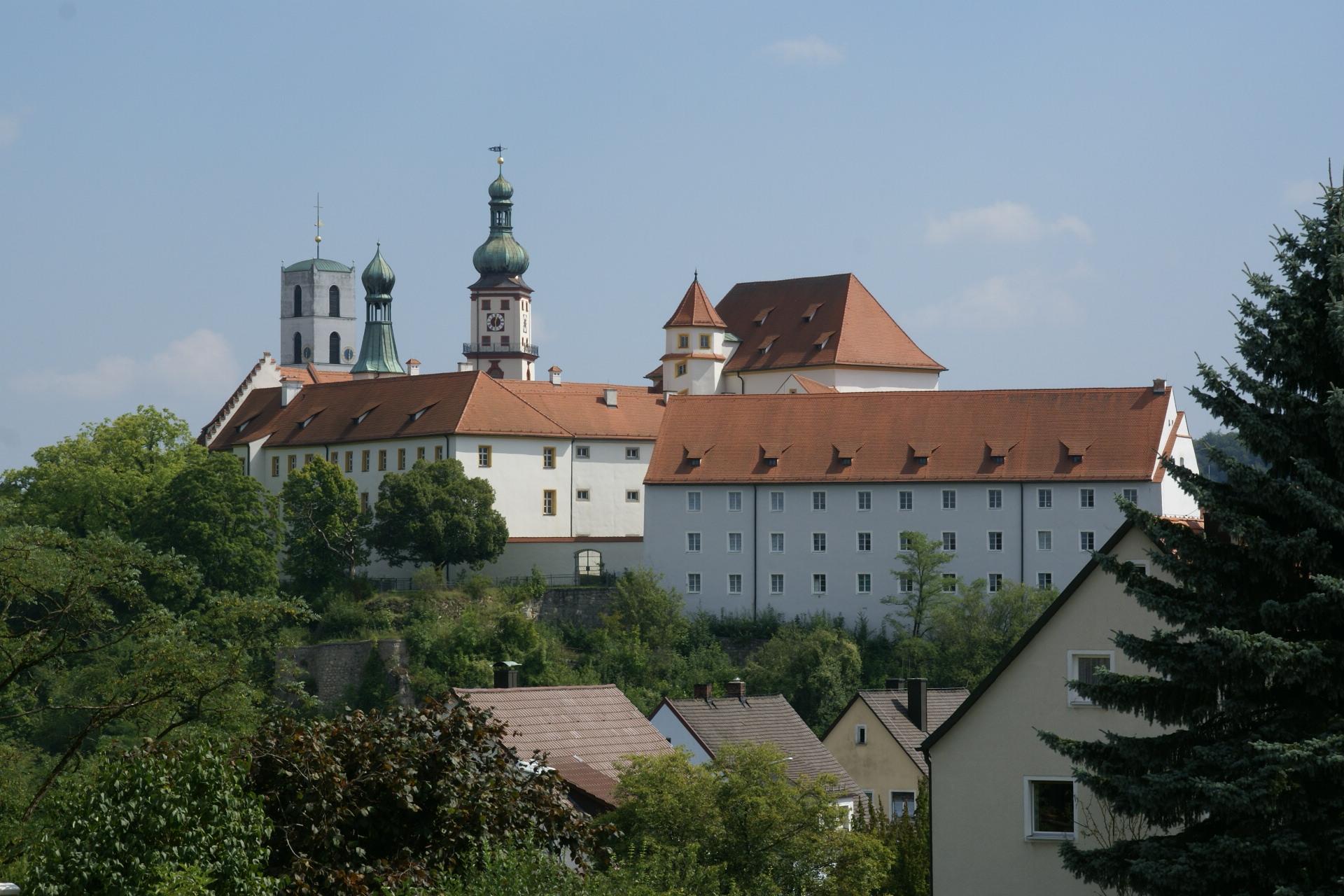
Château de Sulzbach
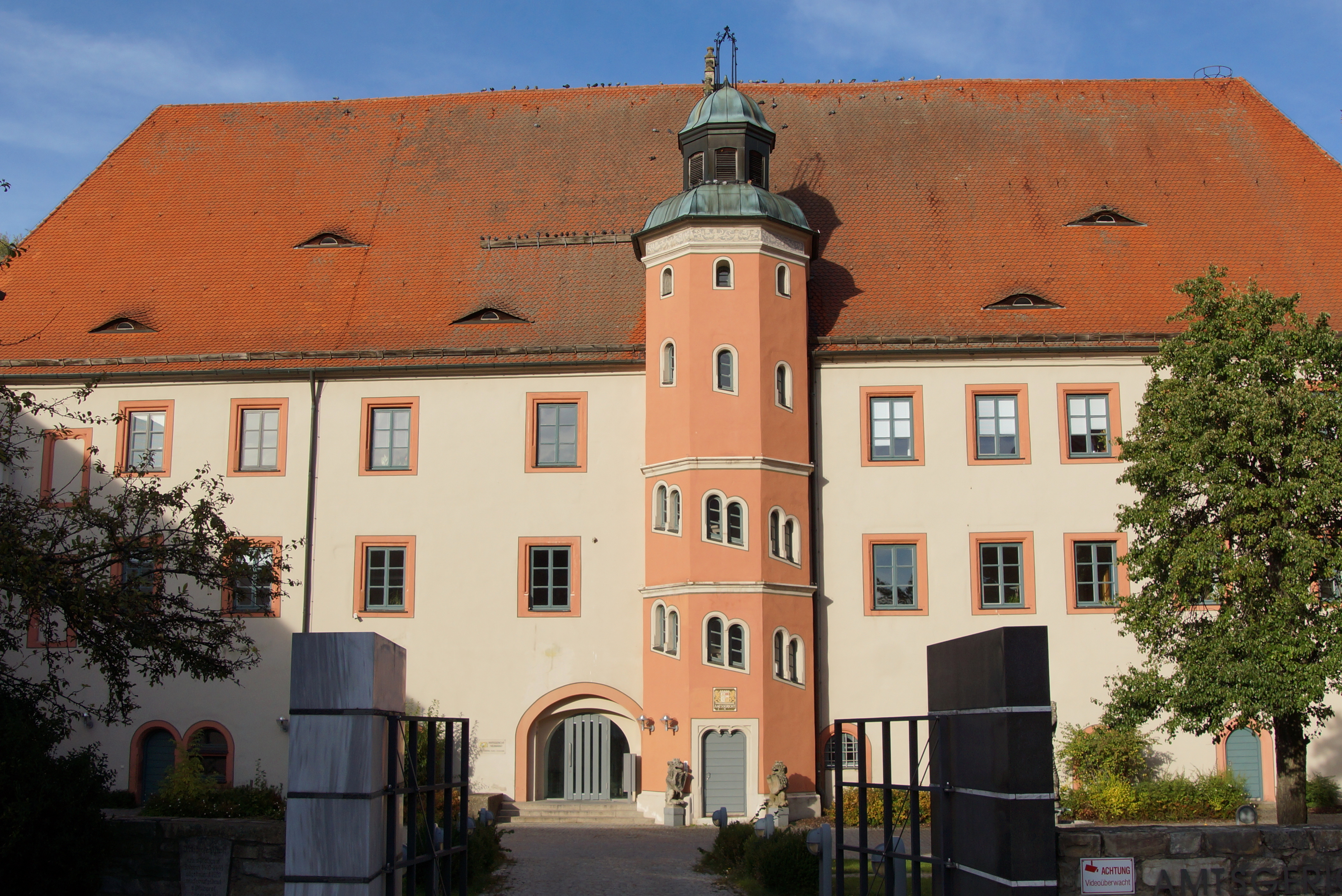
Château de Neumarkt in der Oberpfalz
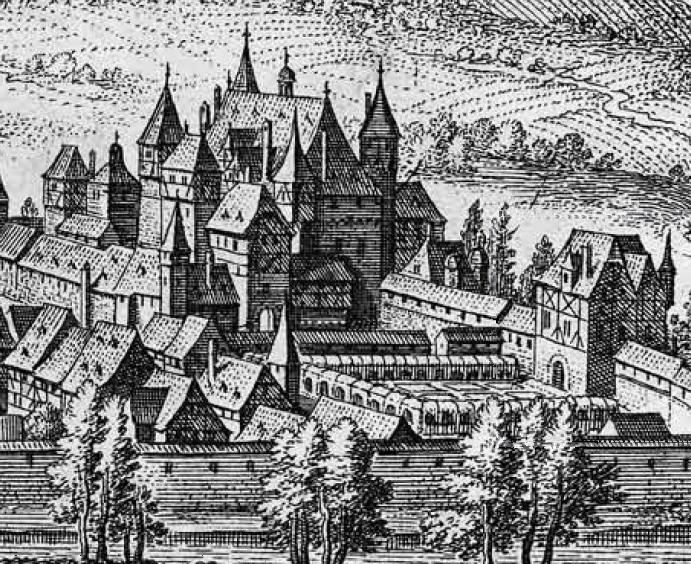
Château de Simmern 1648
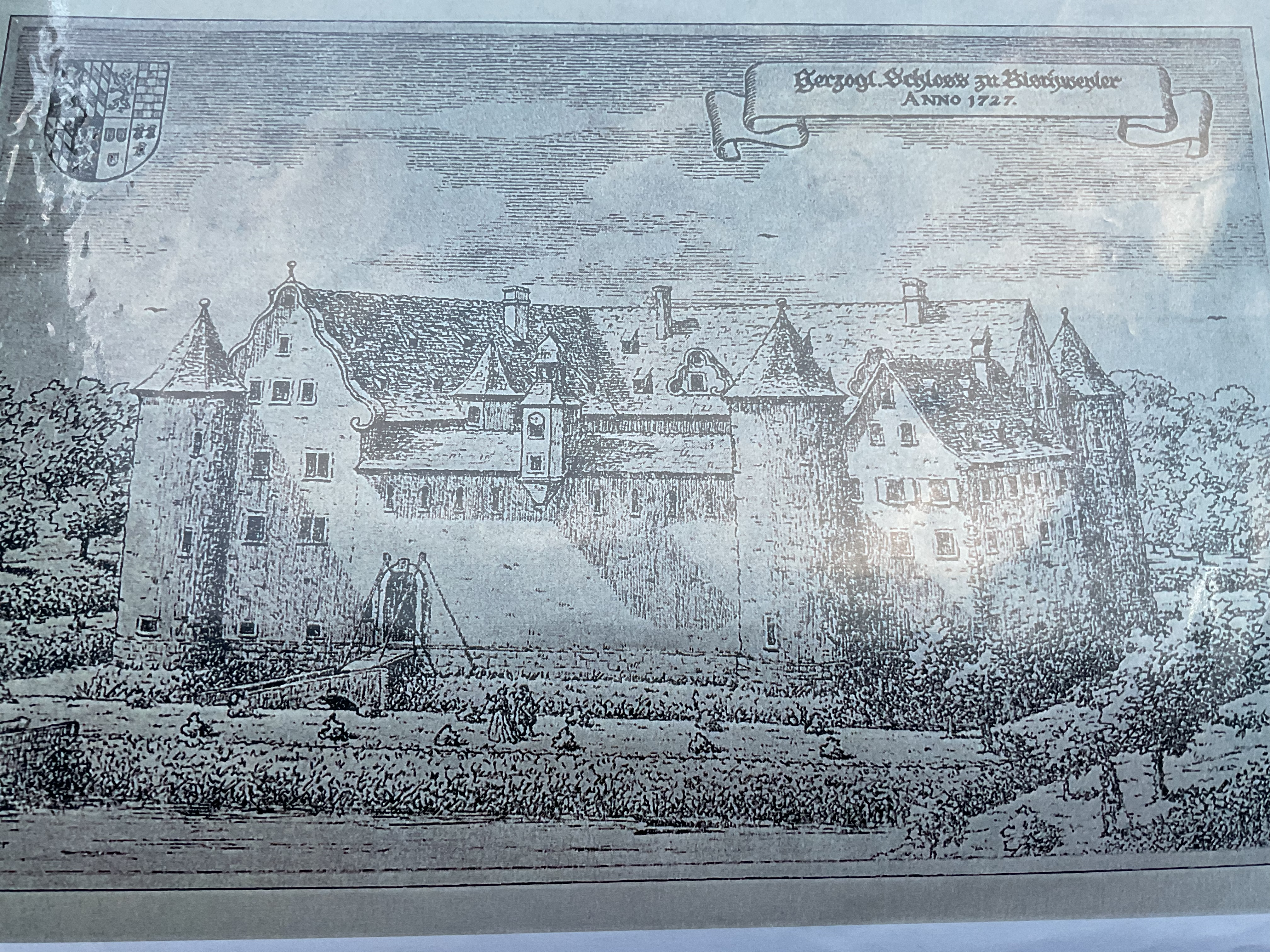
Château de Bischwiller

### La maison de Bavière

Blason de L' Électorat de Bavière

La branche bavaroise issue de Louis IV de Bavière, empereur du Saint-Empire romain germanique de 1328 à 1347, donna ses ducs puis ses électeurs (à partir de 1623) à la Bavière.
Elle compta notamment :
- Isabeau de Bavière-Ingolstadt (1370-1435), reine de France par son mariage avec Charles VI,
- Maximilien Ier (1573-1651), duc, puis premier Électeur de Bavière, chef de la Ligue catholique,
- Maximilien II (1662-1726), duc Électeur, gouverneur des Pays-Bas (Pays-Bas espagnols puis Pays-Bas autrichiens).

À la faveur de la guerre de Succession d'Autriche, l'électeur Charles-Albert de Bavière, soutenu par la France, fut élu empereur du Saint-Empire romain germanique en 1742. Il mourut trois ans plus tard, et son fils Maximilien III Joseph abandonna la succession impériale aux Habsbourg-Lorraine. La ligne ludovicienne s'éteint avec lui en 1777 et la Bavière passa à la branche palatine (Charles-Théodore de Soulzbach) qui réunit les possessions des Wittelsbach.

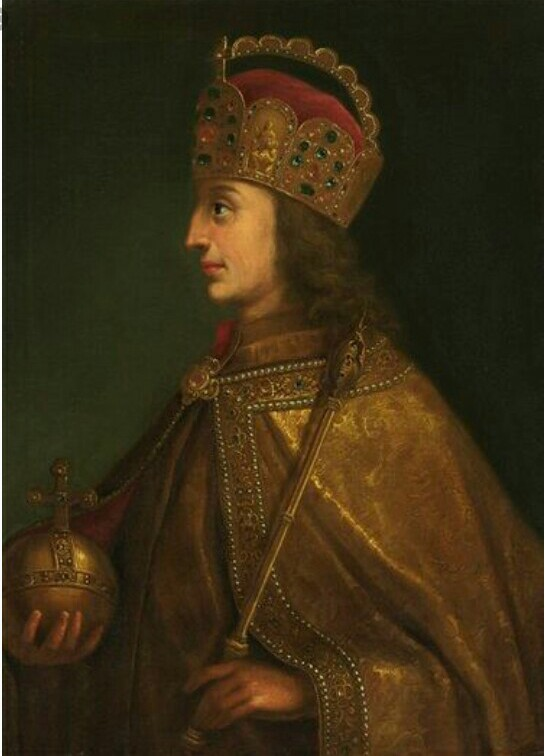
Louis IV de Bavière (1282-1347), empereur du Saint-Empire romain germanique de 1328 à 1347
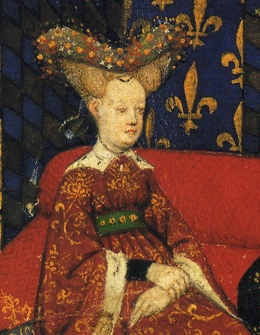
Isabeau de Bavière (1370-1435), reine de France
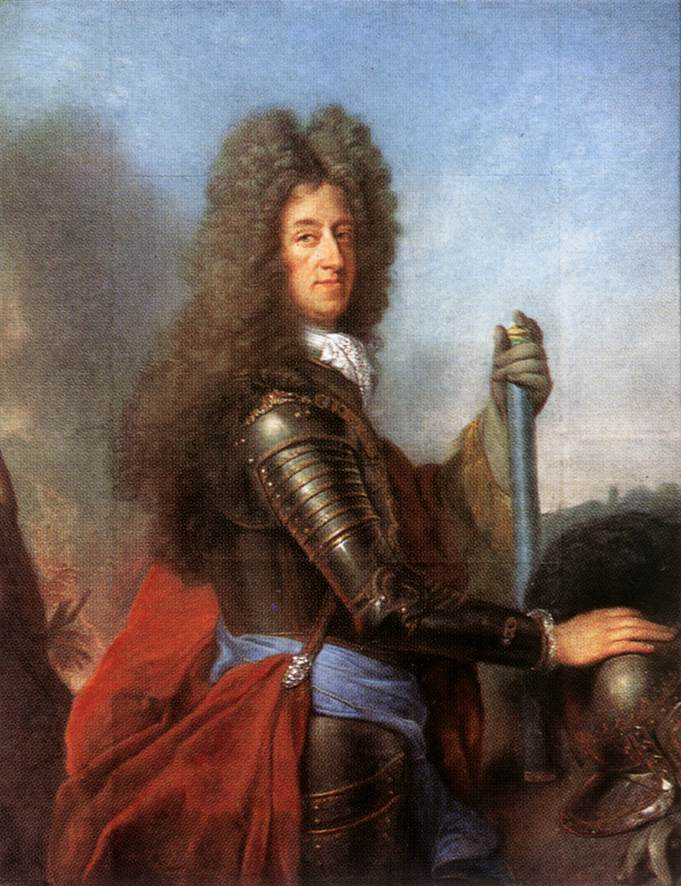
Maximilien II Emmanuel (1662-1726), prince électeur de Bavière
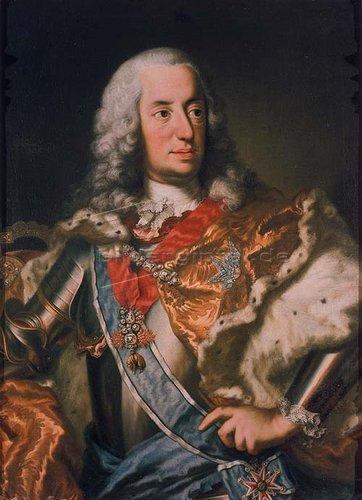
L'empereur Charles VII du Saint-Empire (1697-1745), prince électeur de Bavière (1742–1745)
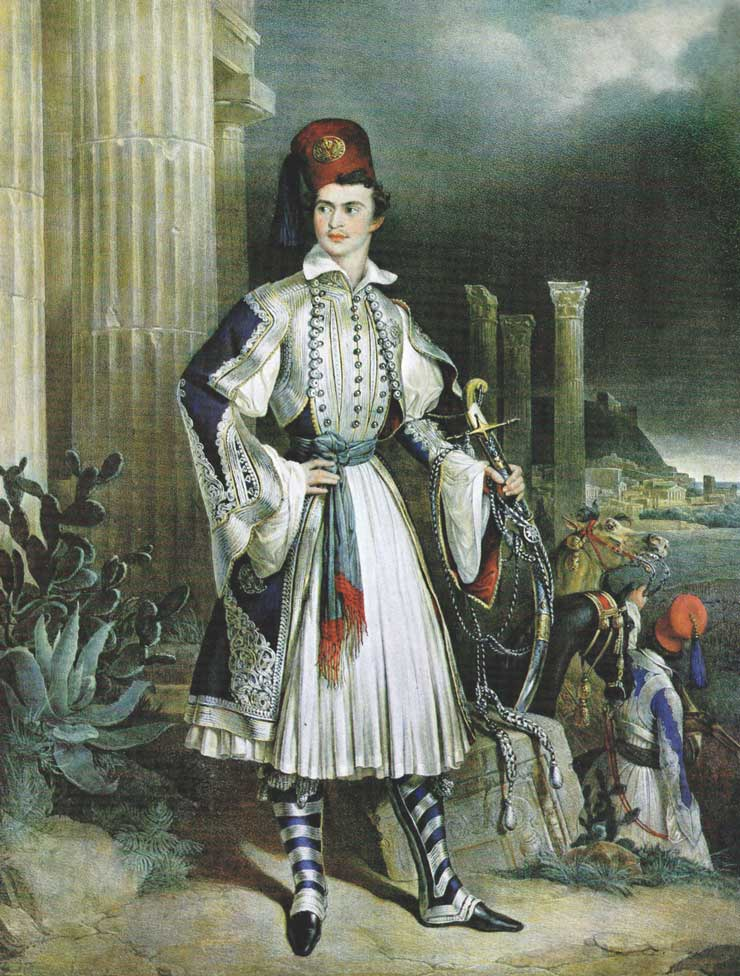
Le roi Othon Ier de Grèce (1815-1867)

## Réunion des possessions

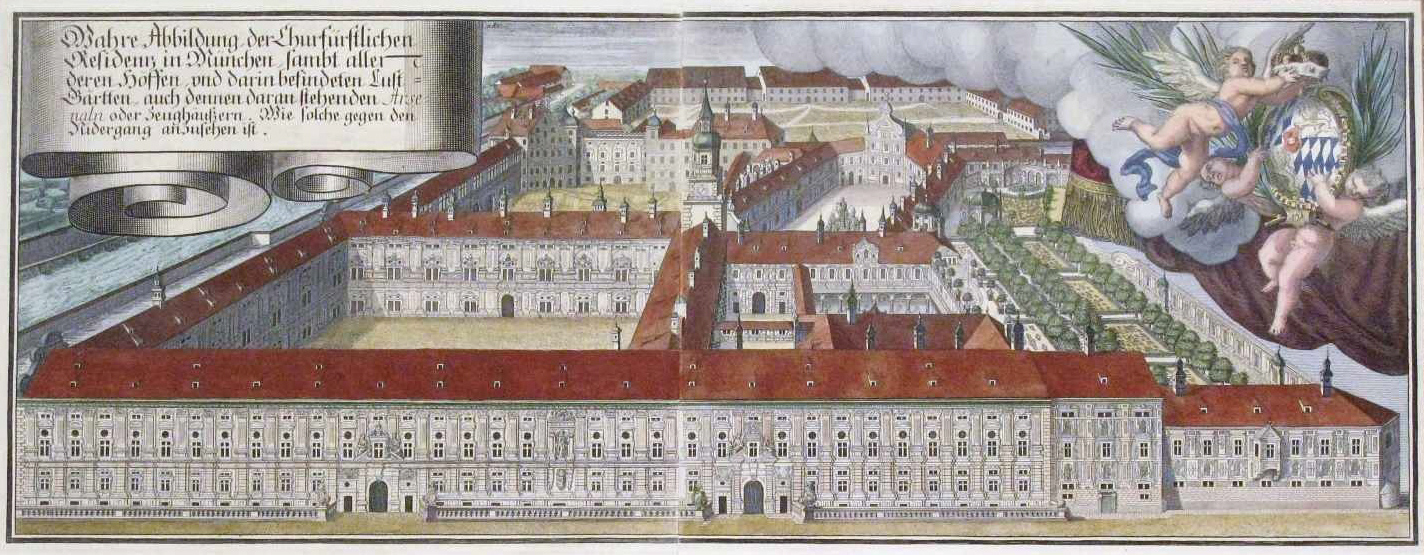
La résidence de Munich, XVIIIe siècle

L'électorat de Bavière passa alors à Charles-Théodore, de la branche palatine de Soulzbach, déjà électeur palatin. Celui-ci associa l'empereur Joseph II de Habsbourg à un projet d'échange (abandon de la lointaine Bavière à l'Autriche, contre les Pays-Bas autrichiens plus proches du Palatinat) ; mais ce projet échoue à l'issue de la guerre de Succession de Bavière, et à la mort de l'électeur en 1799 les états du Palatinat et de la Bavière passent à la branche de Deux-Ponts-Birkenfeld (Maximilien IV Joseph).
Maximilien dut renoncer aux territoires du Palatinat, sous la pression des guerres révolutionnaires et napoléoniennes, mais reçut d'importantes compensations territoriales par le traité de Lunéville (1801) et le recès de la Diète d'Empire de 1803. En 1814-1815, le congrès de Vienne lui rendit le sud du Palatinat de la rive gauche du Rhin (Kaiserslautern, Deux-Ponts, Landau, Pirmasens ; pas le nord : Simmern, Sponheim et Veldenz vont à la Prusse, Birkenfeld à l'Oldenbourg, Meisenheim à la Hesse-Hombourg), mais pas la rive droite (Heidelberg, Mannheim : au Bade ; d'où en réaction la fondation de Ludwigshafen en 1844 sur la rive gauche) ;
cf. la carte Confédération germanique.

### La maison royale de Bavière

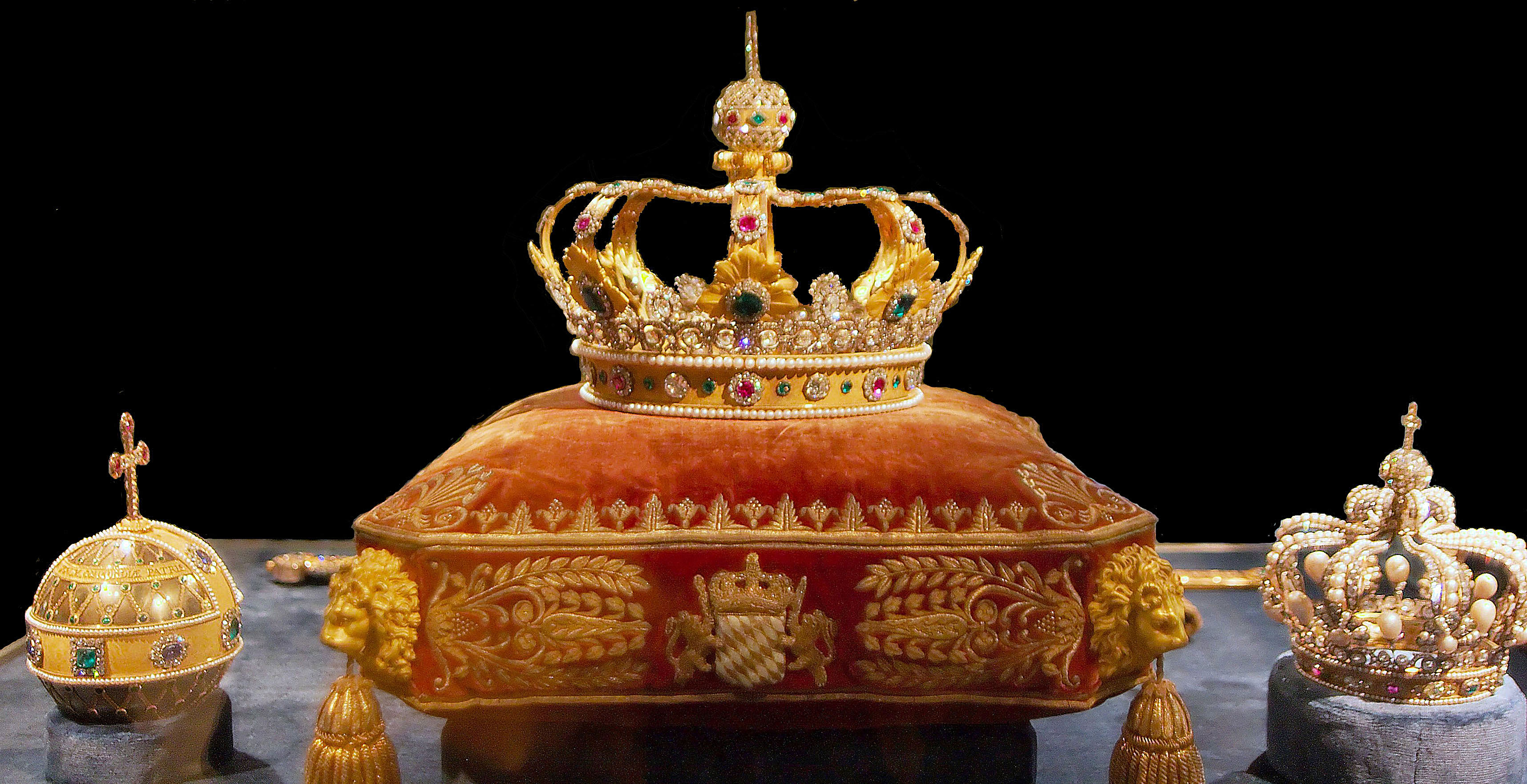
Les joyaux de la couronne royale bavaroise (trésor de la résidence de Munich)

Le 26 décembre 1805, le duché de Bavière fut érigé en royaume par la volonté de Napoléon, et l'électeur Maximilien IV devint Maximilien Ier Joseph, roi de Bavière. La maison palatine, seule héritière des Wittelsbach, devint ainsi la maison royale de Bavière. Louis Ier succéda à son père Maximilien Ier en 1825, puis son abdication en 1848 permit d'introniser son propre fils Maximilien II.
La Grèce nouvellement indépendante choisit en 1832 un cadet de la maison de Bavière pour être son roi, Othon Ier, fils cadet de Louis Ier, détrôné en 1862.
Le roi Louis II de Bavière, célèbre pour ses châteaux, fut l'héritier de son père Maximilien II de 1864 à 1886, mais se vit contraint en 1871 d'associer sa couronne à l'Empire allemand édifié par Bismarck et Guillaume de Prusse. Son frère Othon, dément, régna sous la régence de leur oncle Luitpold puis de leur cousin germain Louis III de 1886 à 1913.
Louis III, roi en 1913, dut abdiquer en novembre 1918 comme les autres monarques allemands, après la Première Guerre mondiale. Il a toujours des descendants mâles à ce jour, l'actuel chef de la maison de Wittelsbach est François de Bavière (né en 1933 ; arrière-petit-fils de Louis III : < Rupprecht < Albert < duc François).

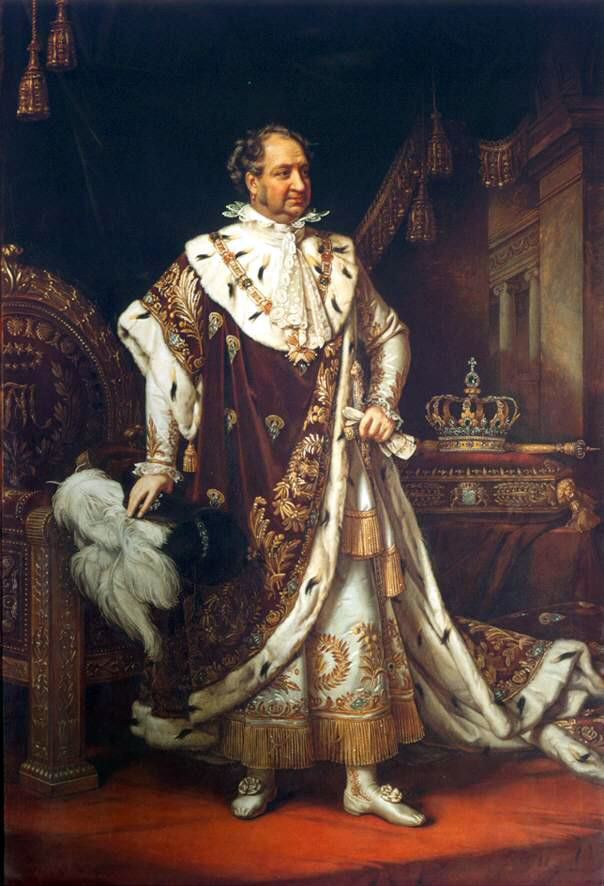
Maximilien Ier Joseph (1806–1825)
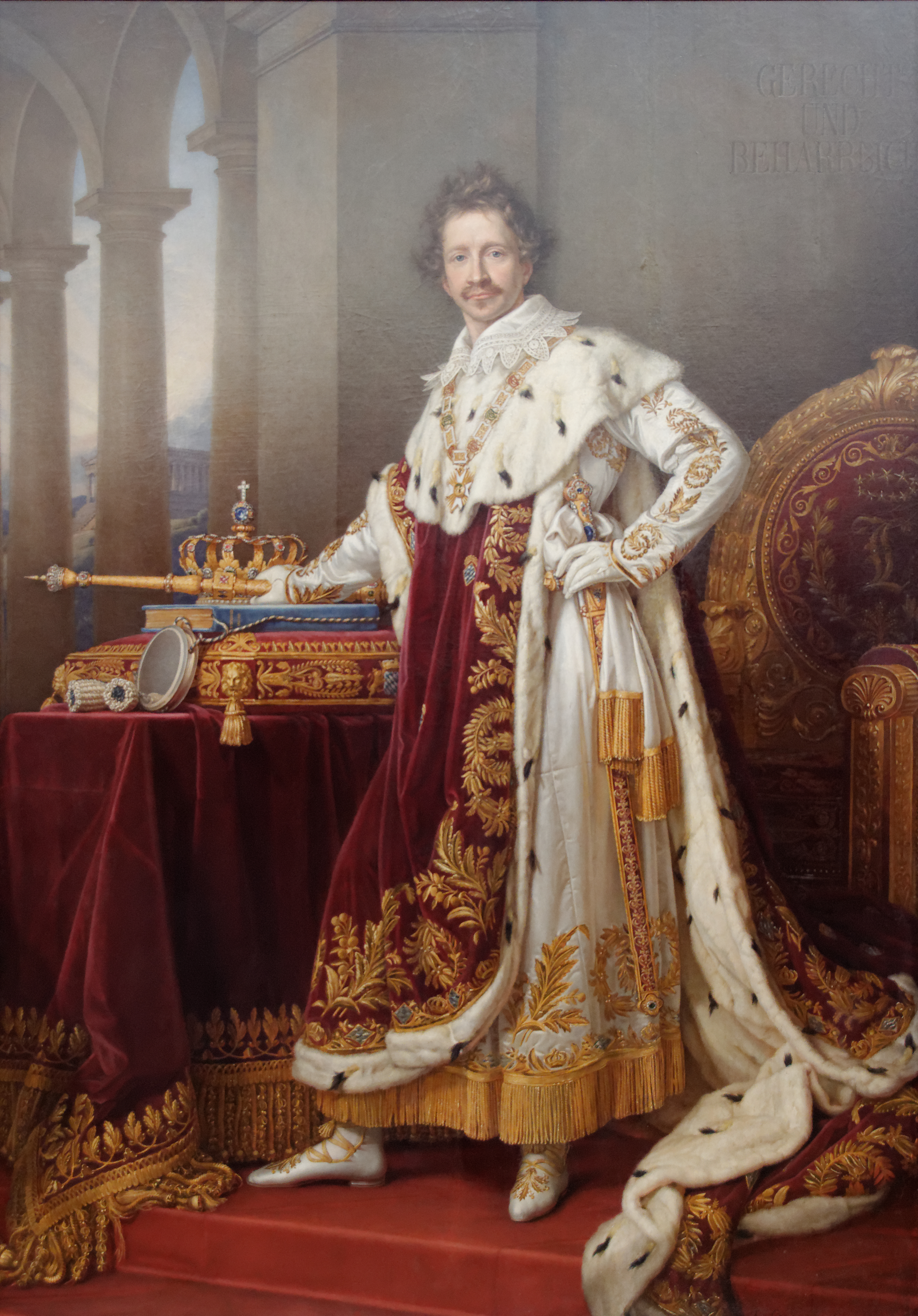
Louis Ier (1825–1848)
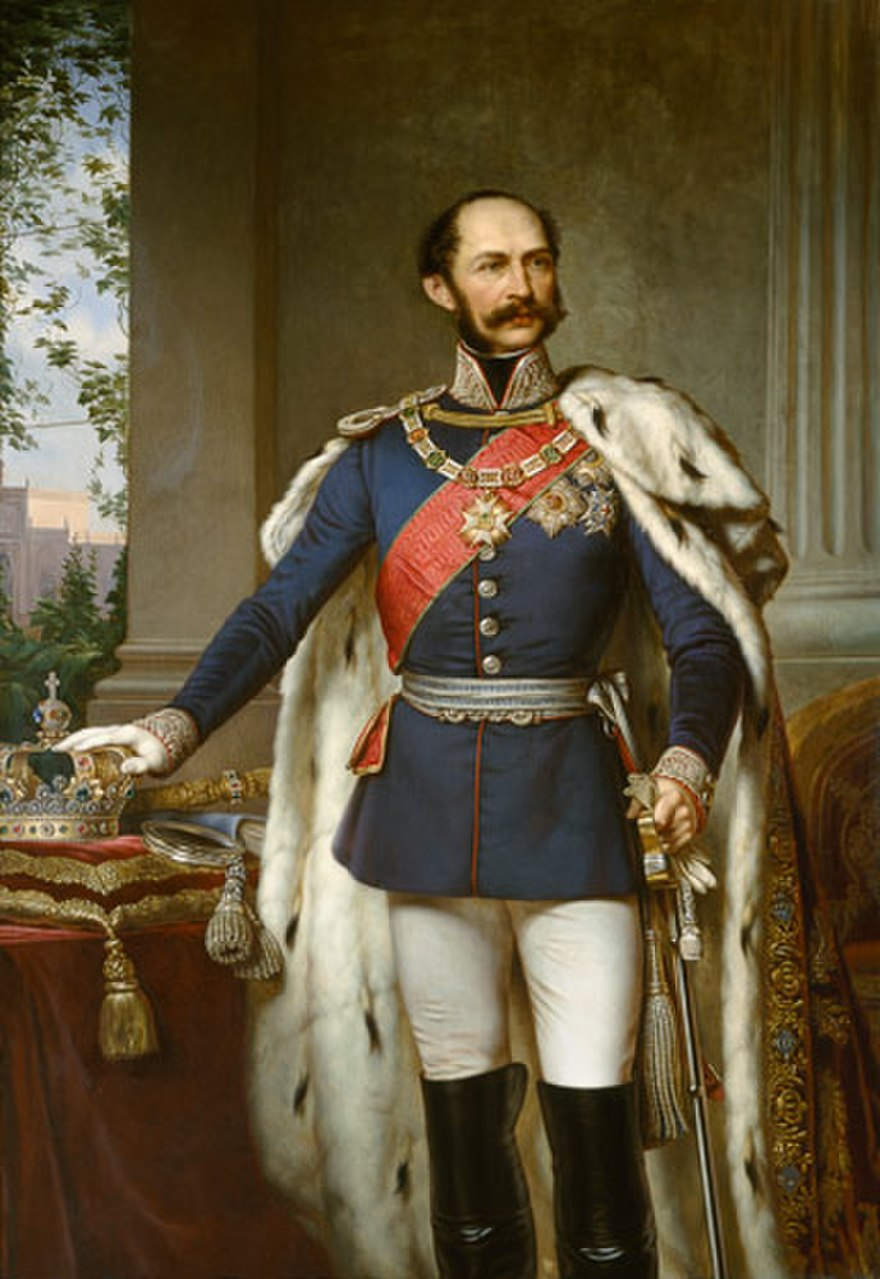
Maximilien II (1848–1864)
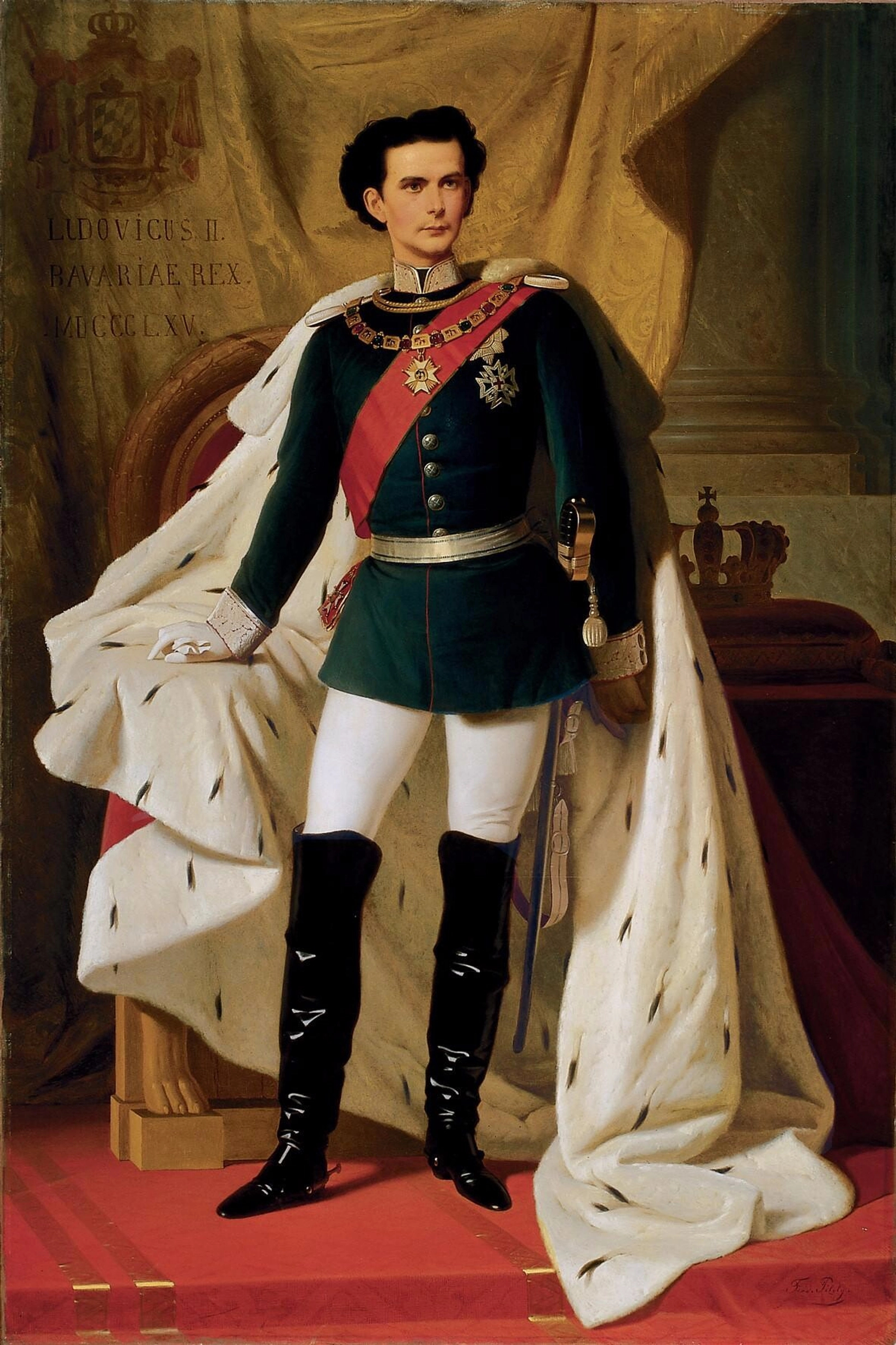
Louis II (1864–1886)
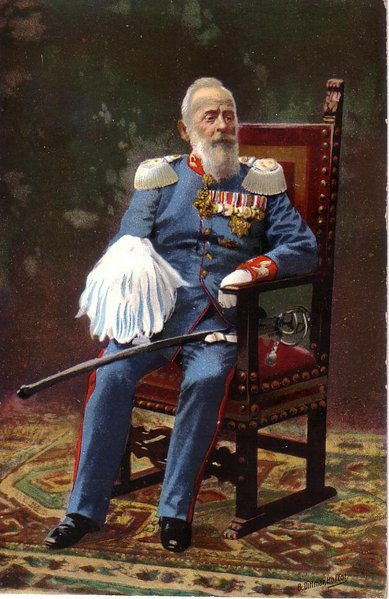
Prince-régent Luitpold (1886–1912)
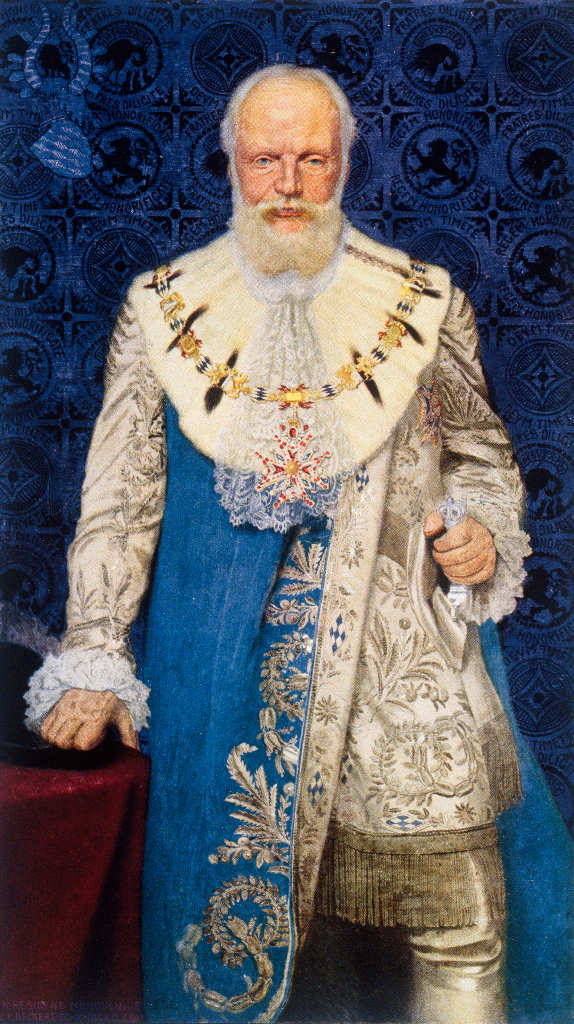
Louis III (1913–1918)

#### Les châteaux de la maison de Bavière

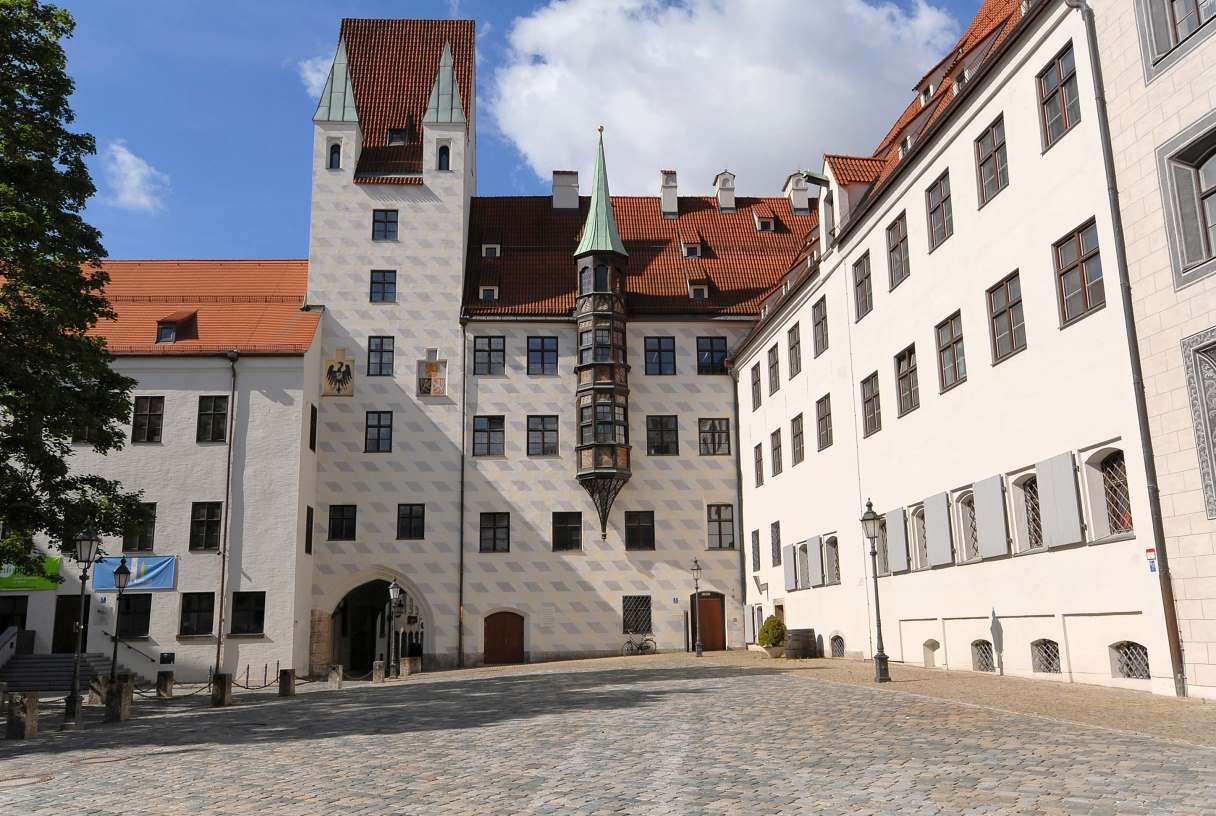
L'Ancienne Cour à Munich
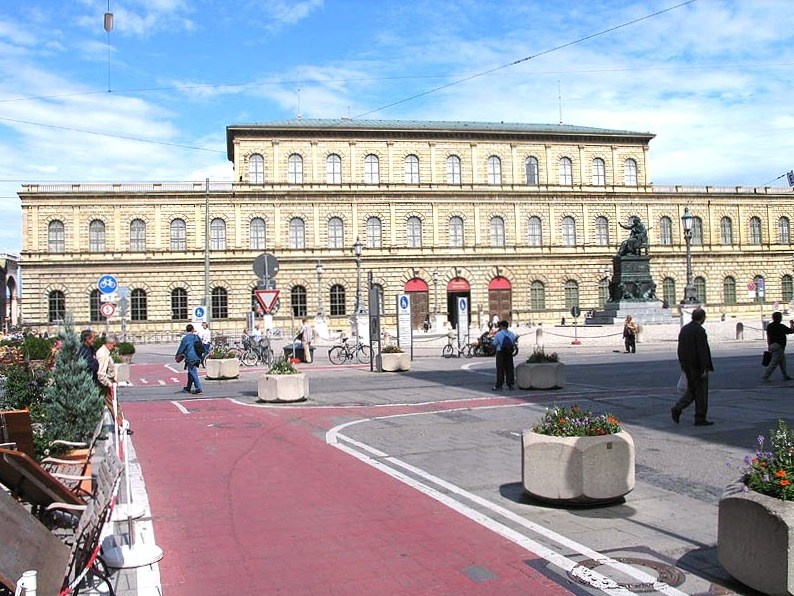
Résidence de Munich
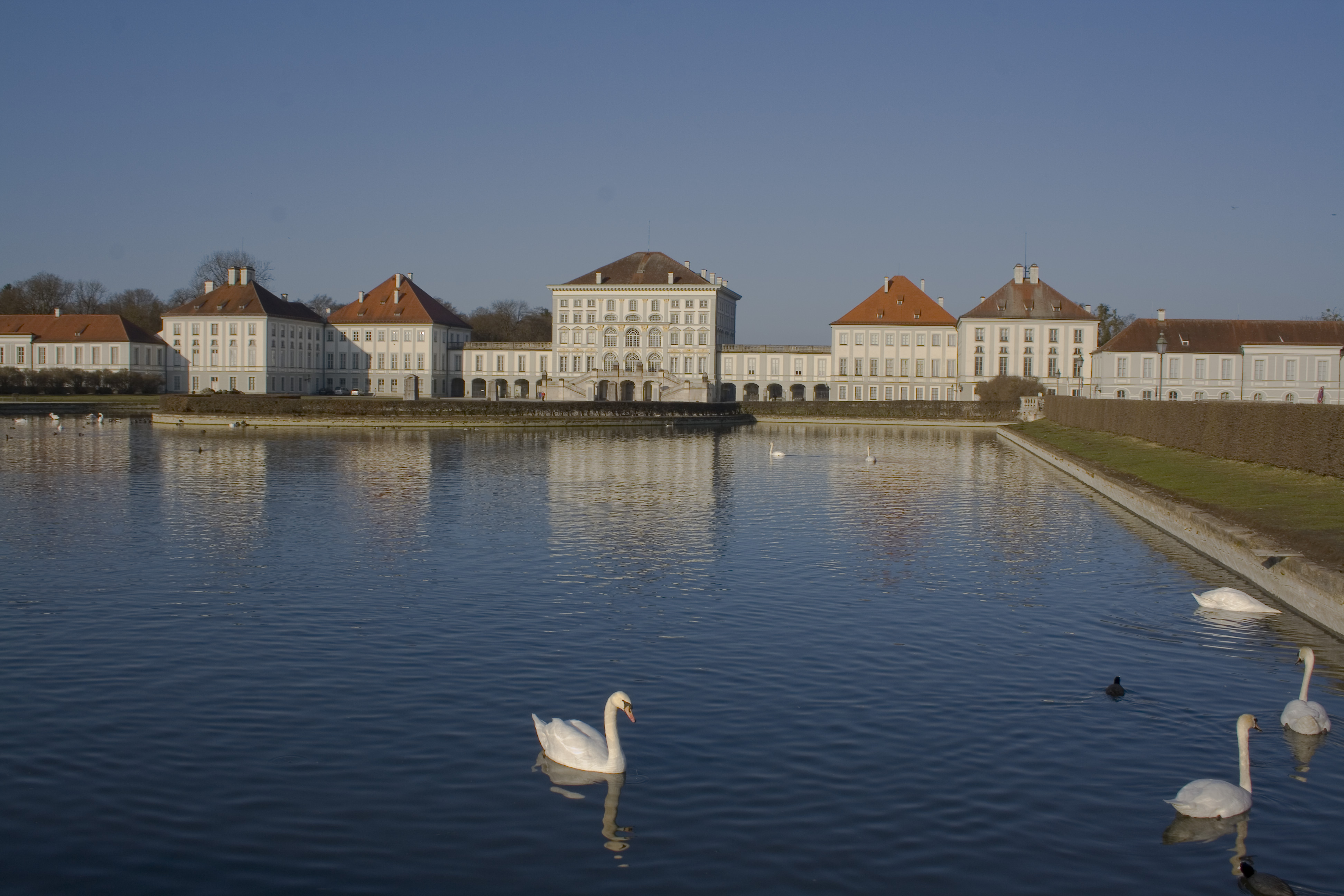
Château de Nymphembourg à Munich
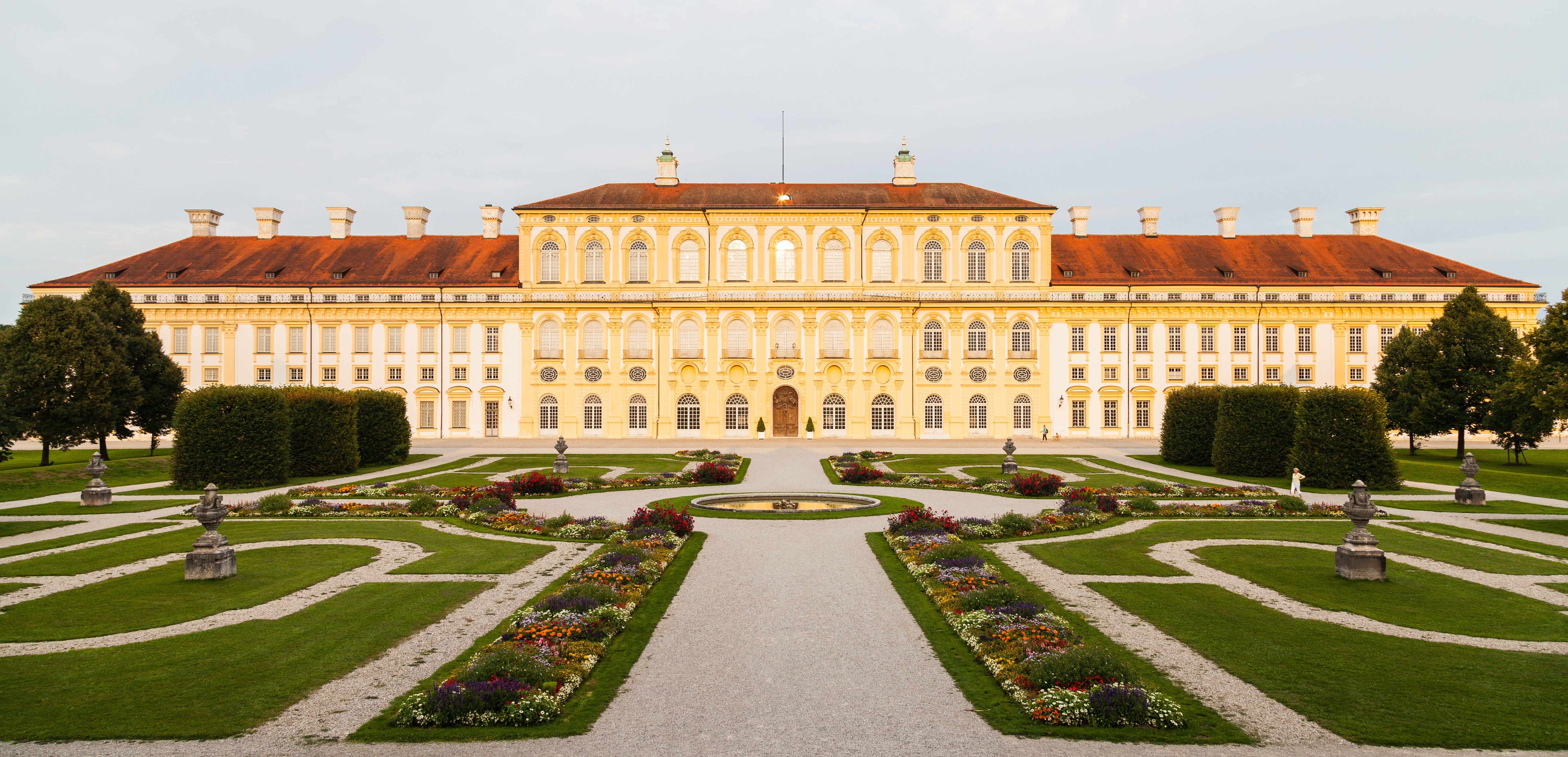
Château de Schleissheim à Munich
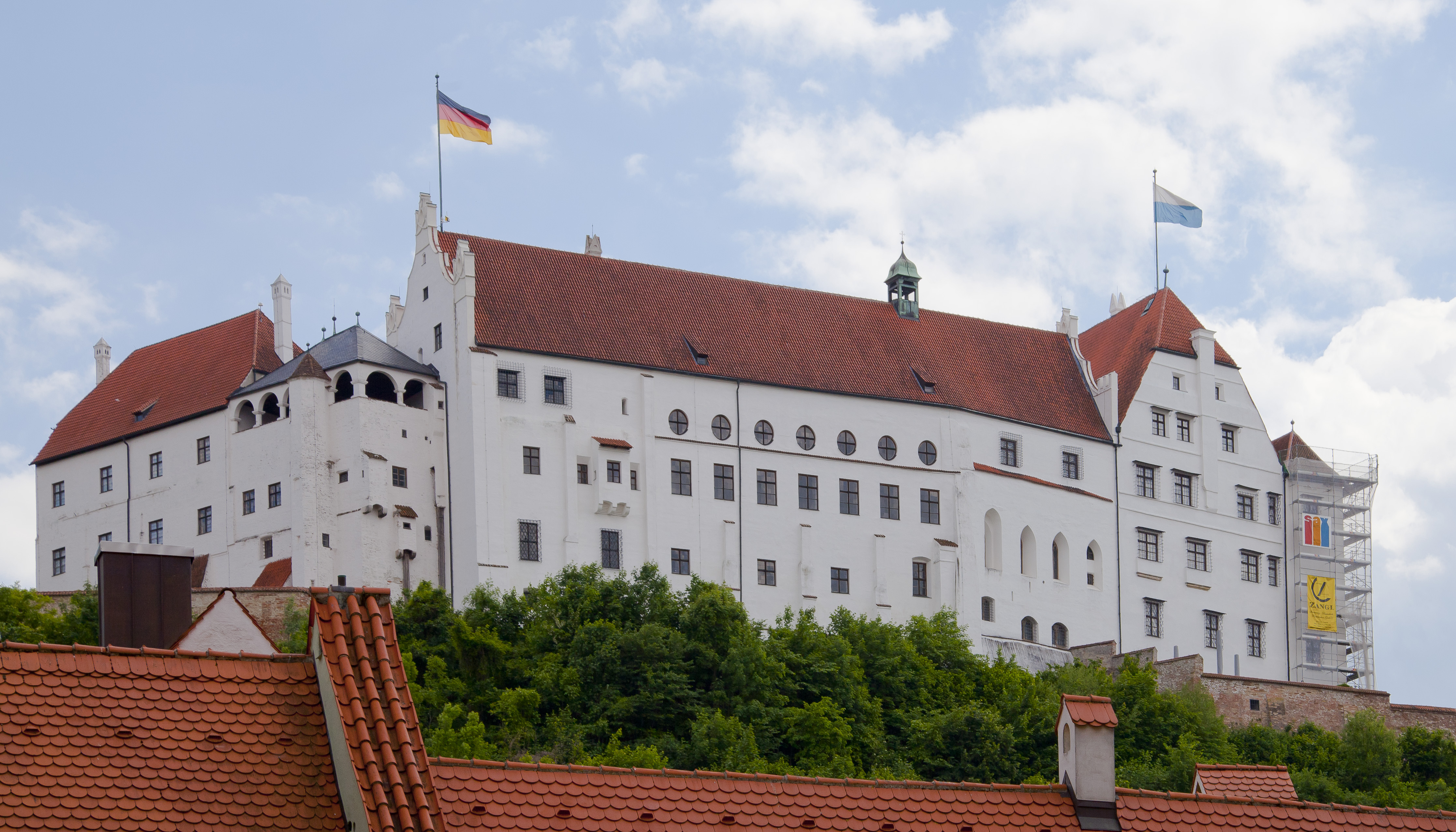
Château de Trausnitz à Landshut
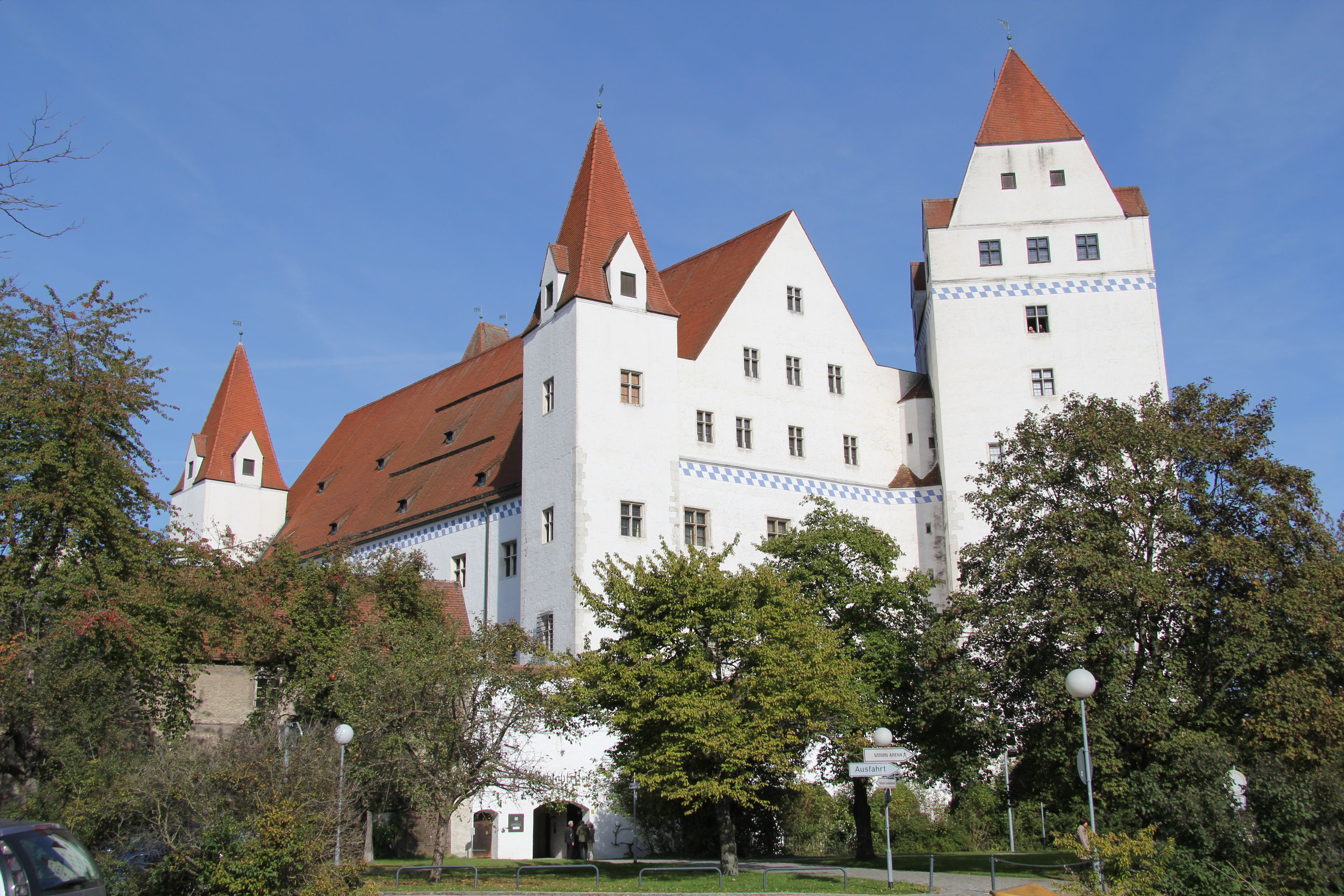
Nouveau château d'Ingolstadt (de)
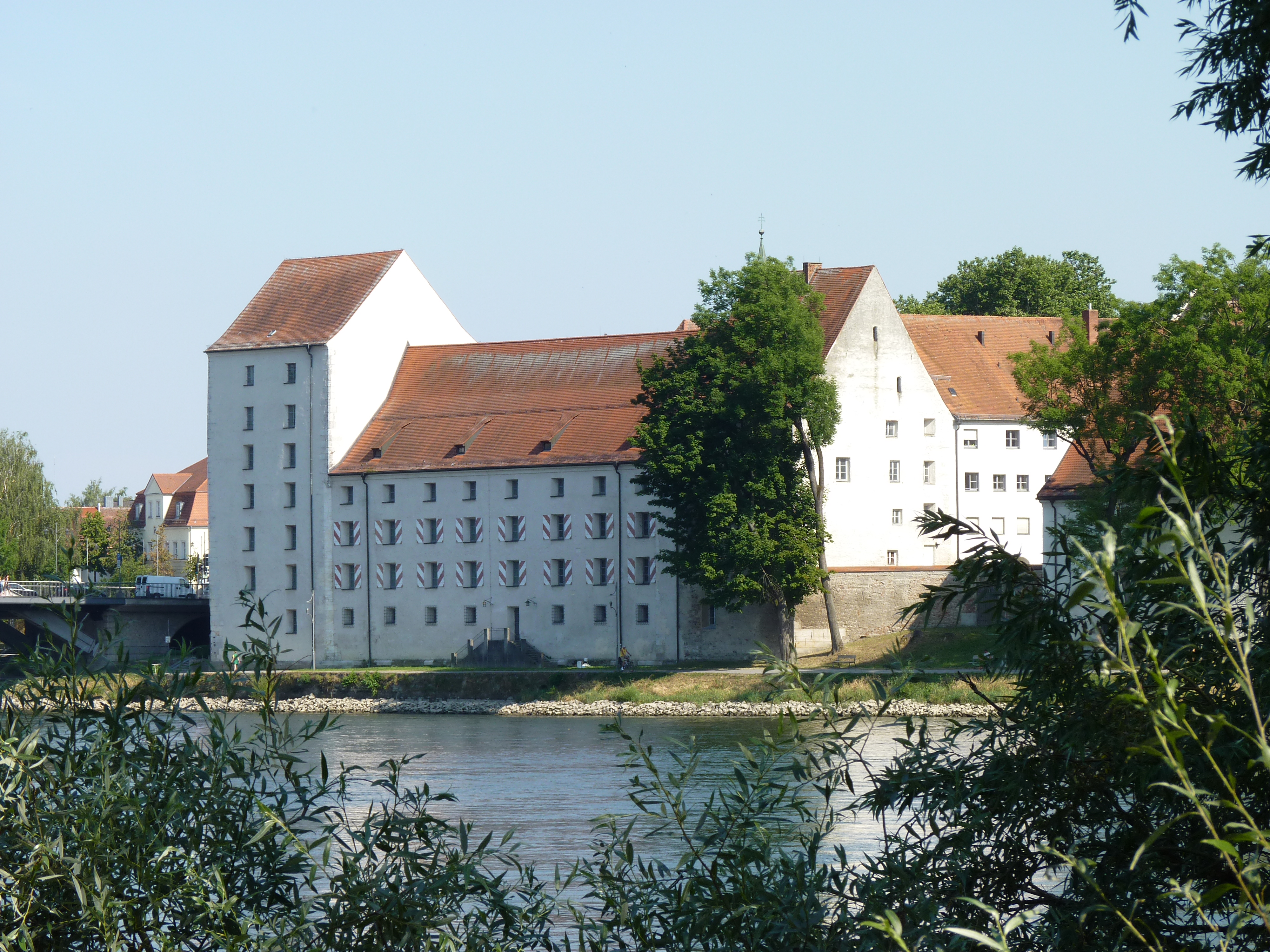
Château de Straubing (de)
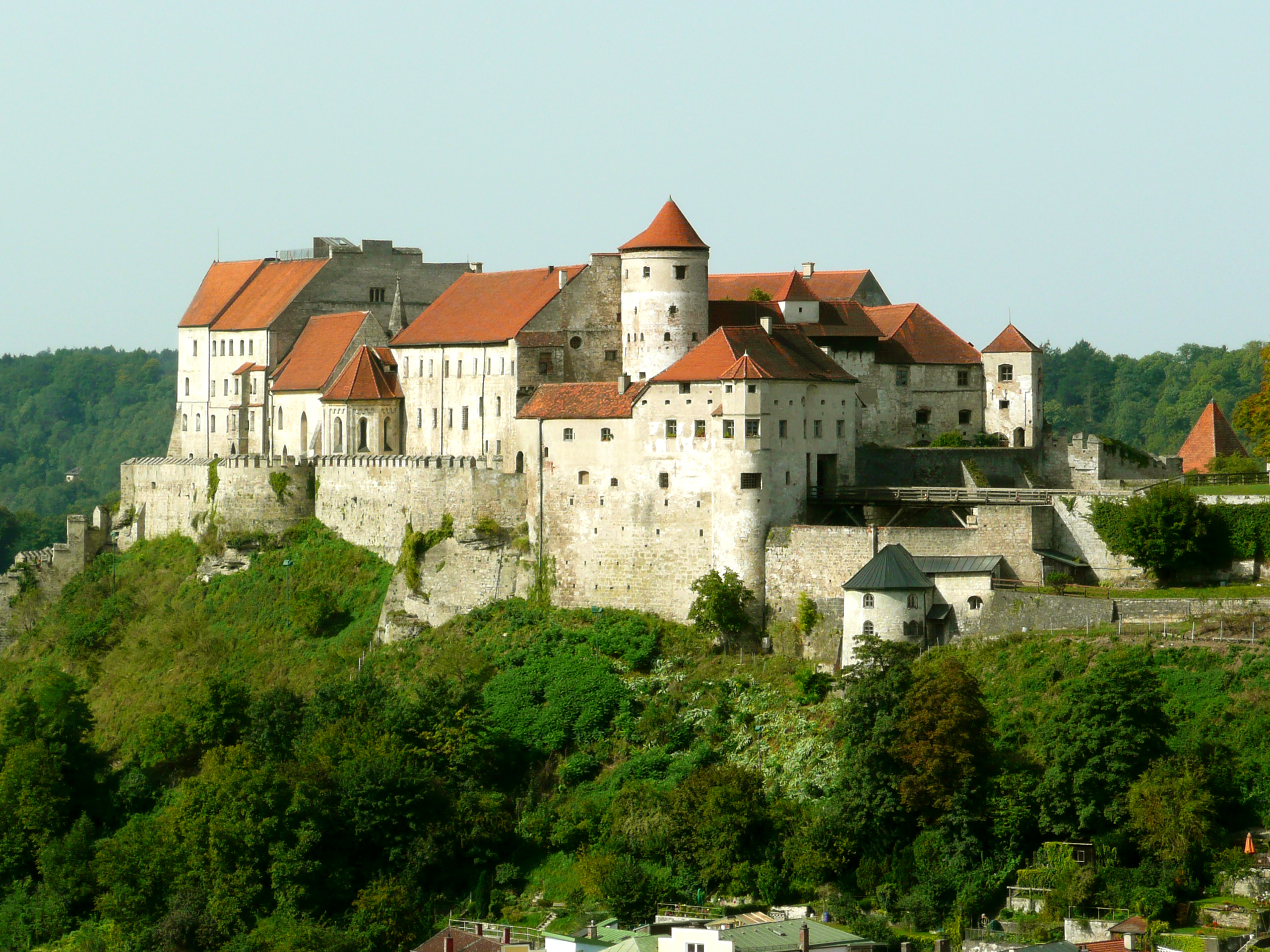
Château de Burghausen (de)
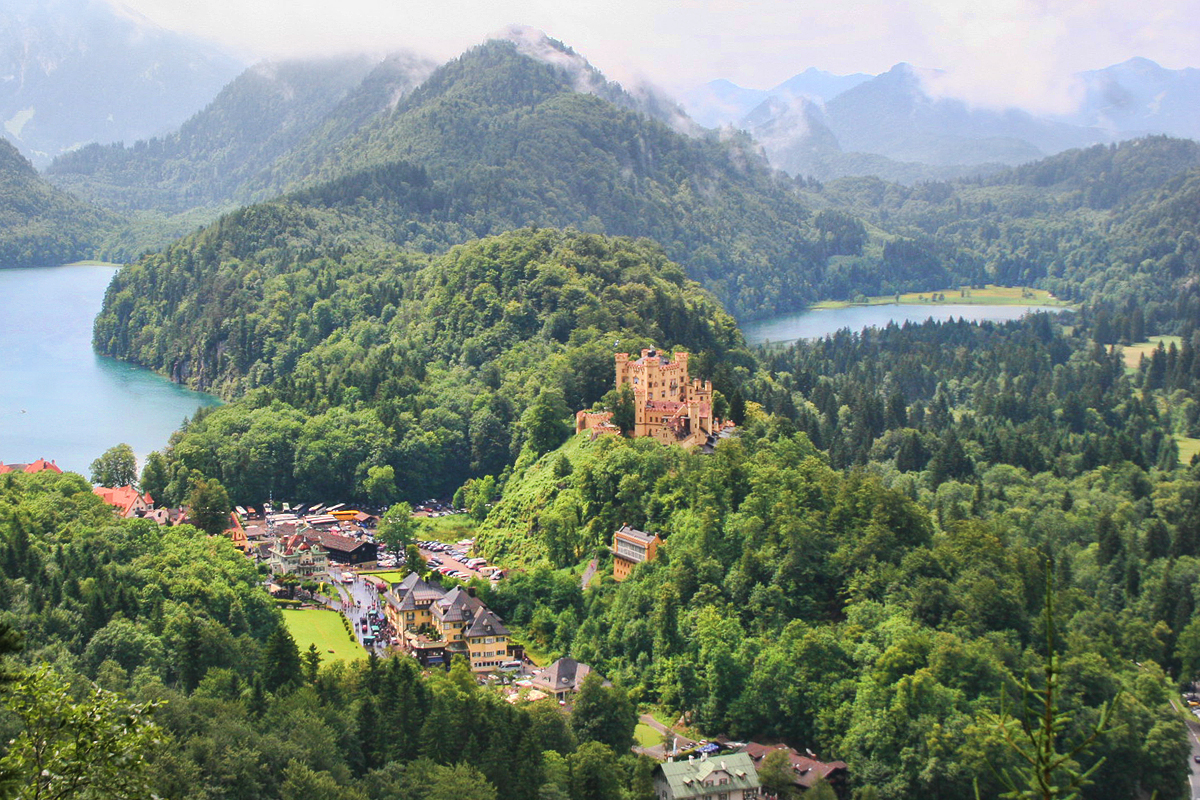
Château de Hohenschwangau
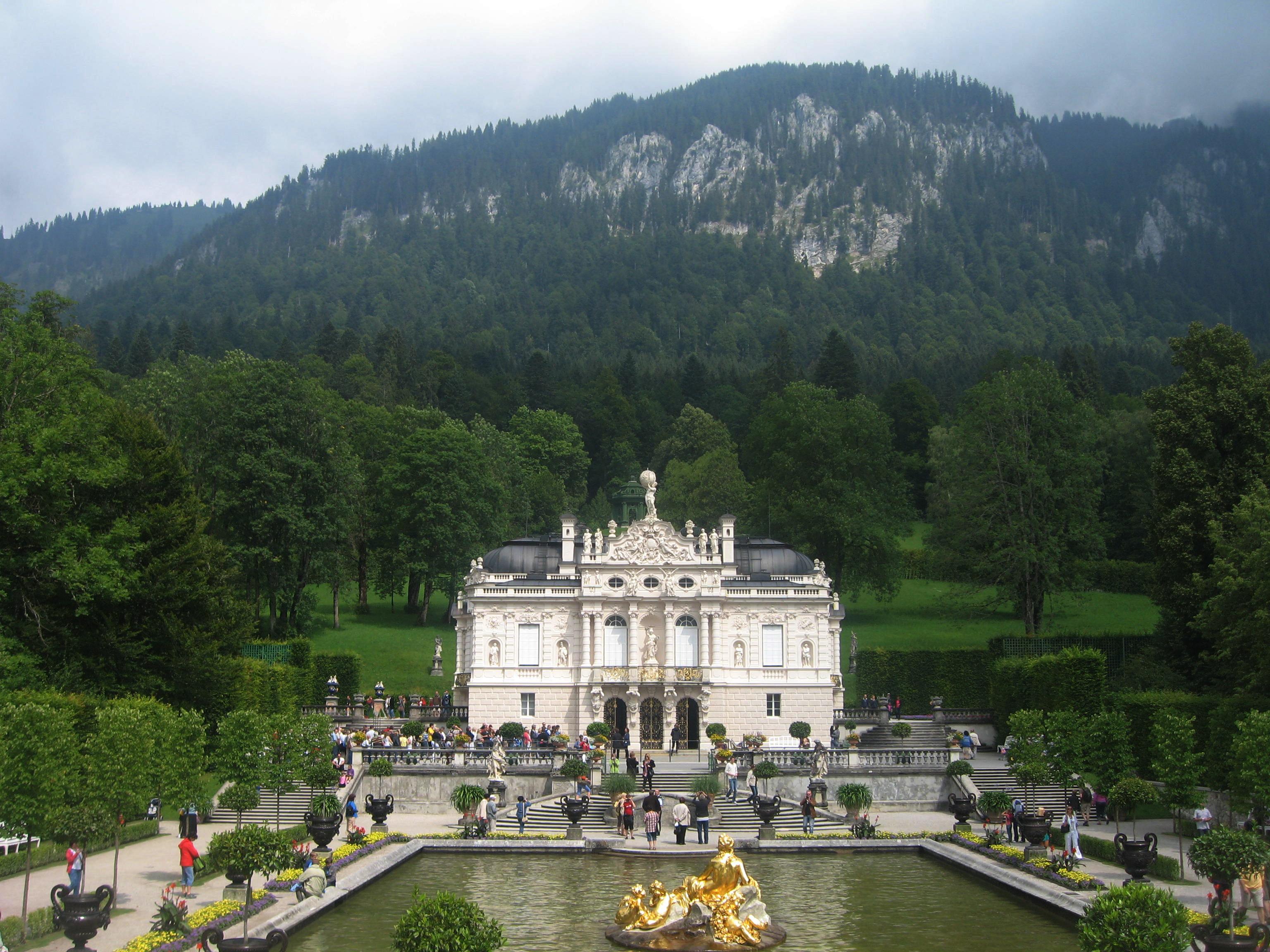
Château de Linderhof
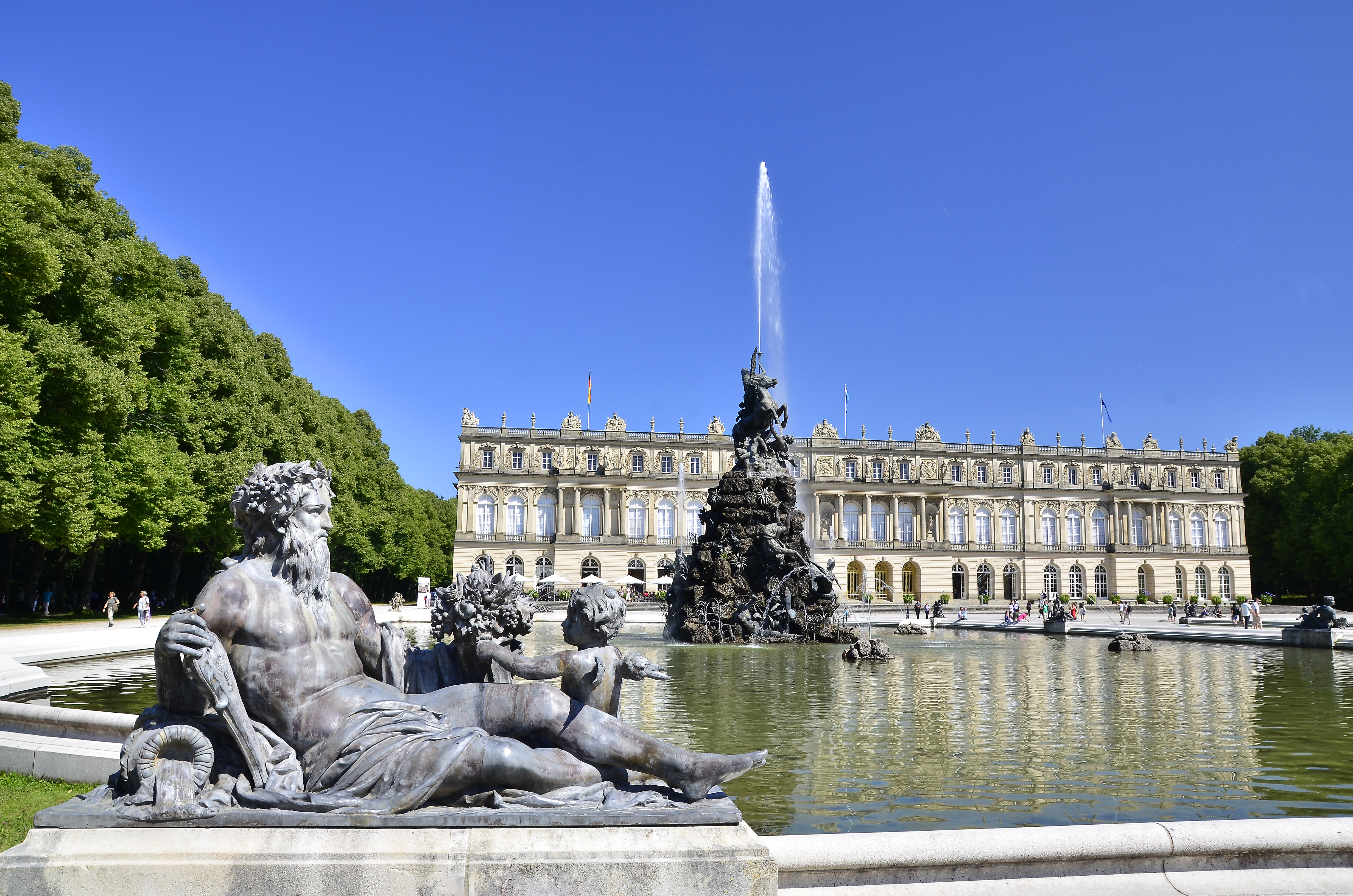
Château de Herrenchiemsee
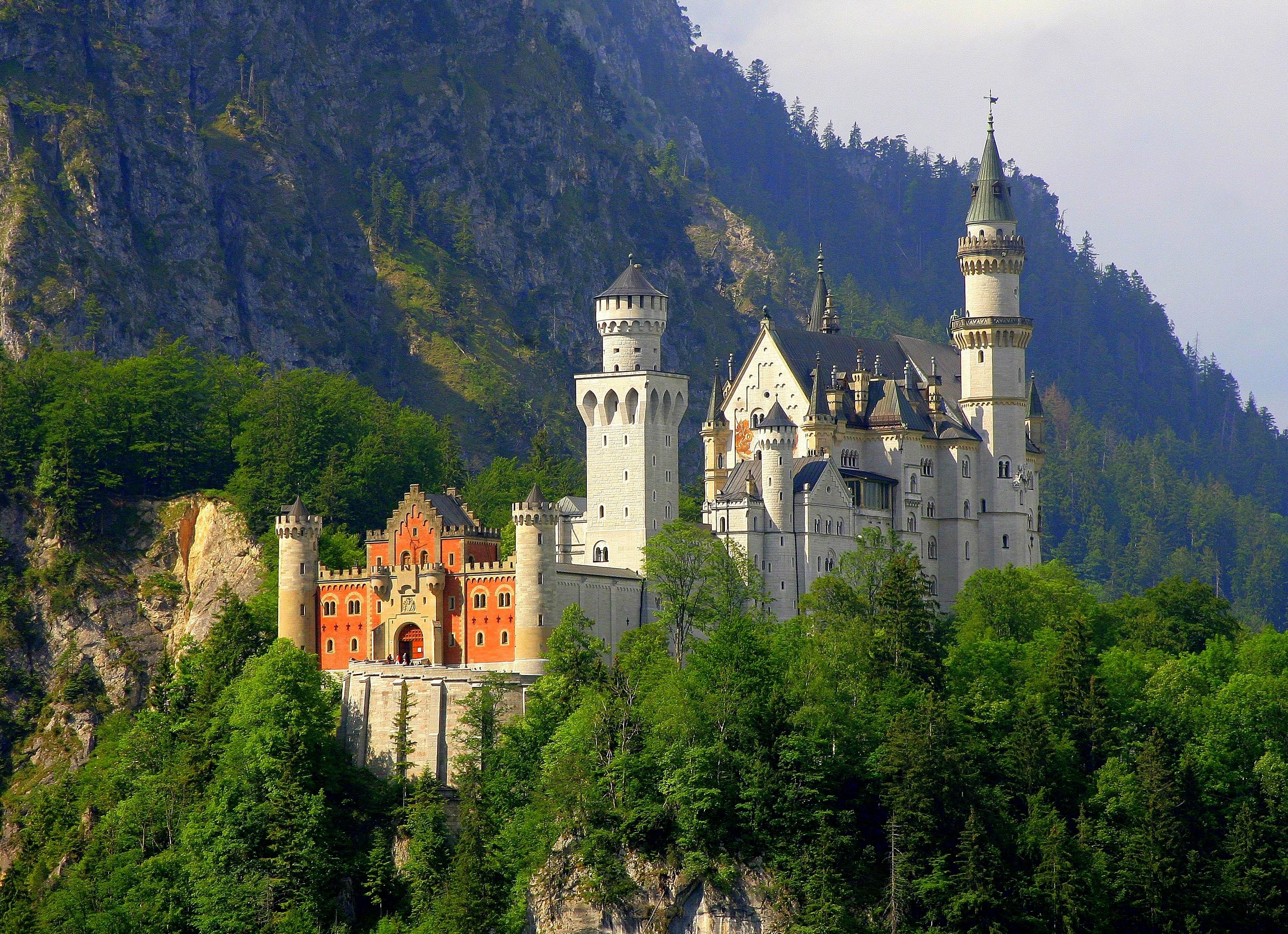
Château de Neuschwanstein

### Lesducs en Bavière
Le chef de la branche cadette de la maison royale de Bavière, issue comme cette dernière de la branche palatine de Birkenfeld ci-dessus, porte le titre de duc en Bavière, Herzog in Bayern.
Ludovica, fille du premier roi de Bavière, Maximilien Ier, et de sa seconde épouse, Caroline de Bade, est forcée, malgré ses réticences, de s'unir avec son cousin Maximilien, héritier de la branche cadette des Wittelsbach, les ducs en Bavière.
Le 9 septembre 1828, Maximilien-Joseph (1808-1888), duc en Bavière, épouse sa cousine, fille du roi de Bavière, la princesse Ludovica de Bavière avec qui il aura 10 enfants, dont, dans l'ordre chronologique :
- Louis-Guillaume , fils aîné. (1831-1920) Il renonça à ses droits dynastiques pour épouser morganatiquement Henriette Mendel ;
- Charles-Guillaume, né le 24 décembre 1832, mort le 13 février 1833 ;
- Hélène dite Néné (1834-1890), d'abord fiancée à son cousin l'empereur François-Joseph — qui lui préféra sa sœur Sissi —, elle épouse finalement le prince Maximilien de Thurn und Taxis le 24 août 1858 à Possenhofen ;
- Élisabeth, dite Sissi (1837-1898). Elle épouse en 1854 l'empereur d'Autriche François-Joseph ; elle est assassinée à Genève par l'anarchiste Lucheni ;
- Charles-Théodore, duc en Bavière dit "petit coq" (Gackel) (1839-1909). Il démissionna de l'armée, devint un ophtalmologue réputé, ouvrit avec sa seconde épouse Marie-Josée de Bragance une clinique et dispensa gratuitement ses soins aux plus démunis, dont postérité ;
  - Élisabeth (1876-1965), épouse du roi Albert Ier de Belgique : d'où la suite des rois des Belges,
  - Marie Gabrielle en Bavière (1878-1912), épouse du prince royal Rupprecht de Bavière fils héritier du roi Louis III < Albert < François (maison royale de Bavière, cf. plus haut).
  - Louis-Guillaume, duc en Bavière (1884-1968) adopte :
    - Max-Emmanuel, duc en Bavière, (1937-... ; frère cadet du duc François chef de la maison royale, ci-dessus) actuel prétendant au trône d'Écosse ;
- Marie-Sophie en Bavière (1841-1925), reine des Deux-Siciles. Elle épouse en 1859 François II, roi des Deux-Siciles, devient reine des Deux-Siciles à 18 ans et sera l'âme de la résistance napolitaine face aux troupes de Garibaldi ;
- Mathilde dite « Moineau » (Spatz) (1843-1925). Elle épouse en 1861 Louis de Bourbon-Siciles, comte de Trani, demi-frère de François II ;
- Sophie-Charlotte dite « Sopherl » (1847-1897), duchesse d'Alençon épouse de Ferdinand d'Orléans (1844-1910), tertiaire dominicaine qui périt dans l'incendie du Bazar de la Charité ;
- Maximilien (1849-1893). Il épouse en 1875 Amélie de Saxe-Cobourg-Gotha (1848-1894) dont postérité ;
  - Siegfried August (1876-1952)
  - Christoph (1879-1963)
  - Luitpold Emanuel (1890-1973) duc en Bavière[6]

Depuis la mort de son père adoptif le duc Louis-Guillaume en Bavière, en 1968, Max Emmanuel von Wittelsbach de la branche royale, frère cadet de François de Bavière, est le chef de la branche des ducs en Bavière. Il possède le château de Wildenwart, de la lignée royale, et les biens de la lignée ducale : l'abbaye de Tegernsee, les bains de Kreuth et le terres de l'abbaye de Banz. Le château de Possenhofen, maison paternelle de l'Impératrice d'Autriche-Hongrie Élisabeth de Wittelsbach, a été vendu.

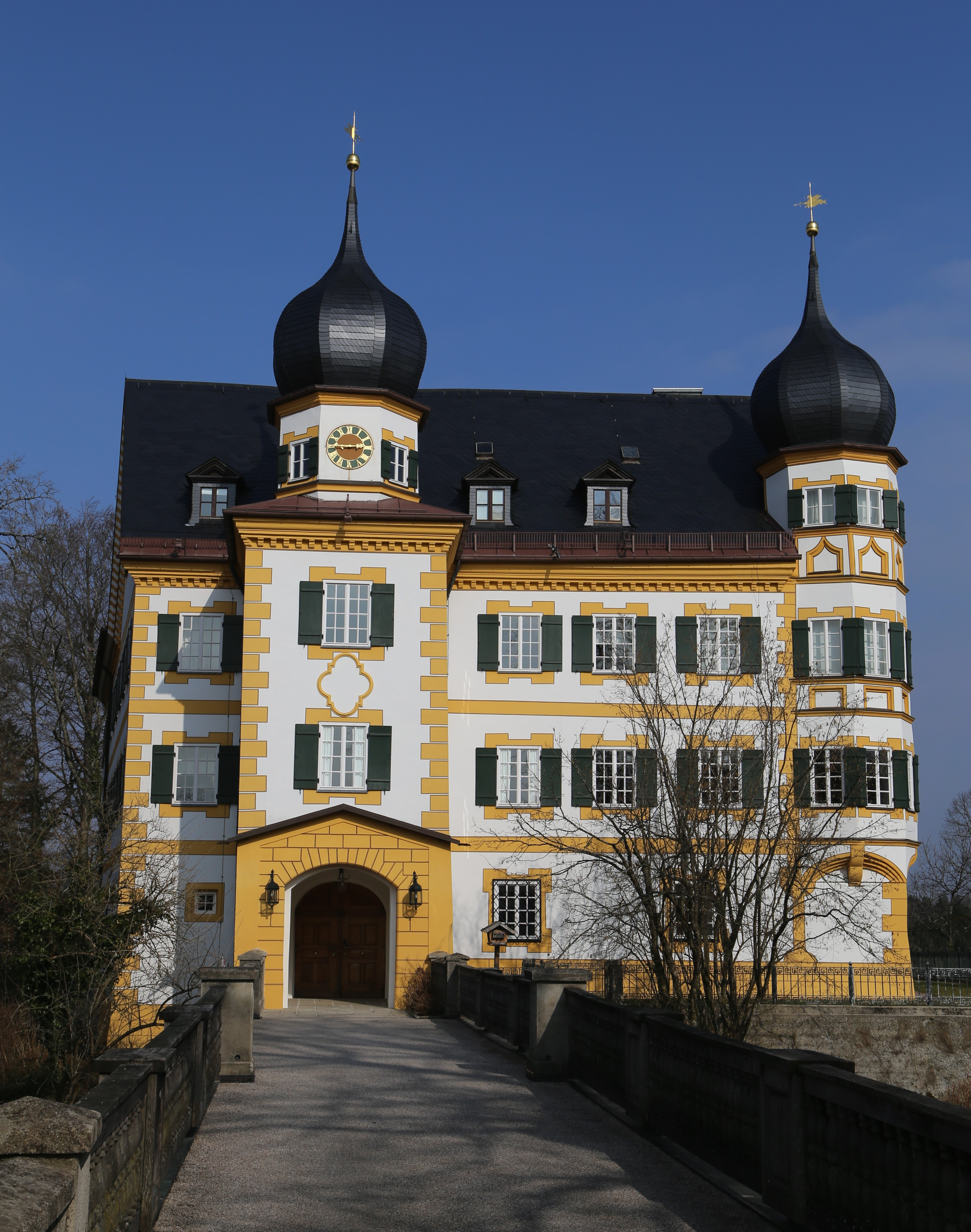
Château de Wildenwart
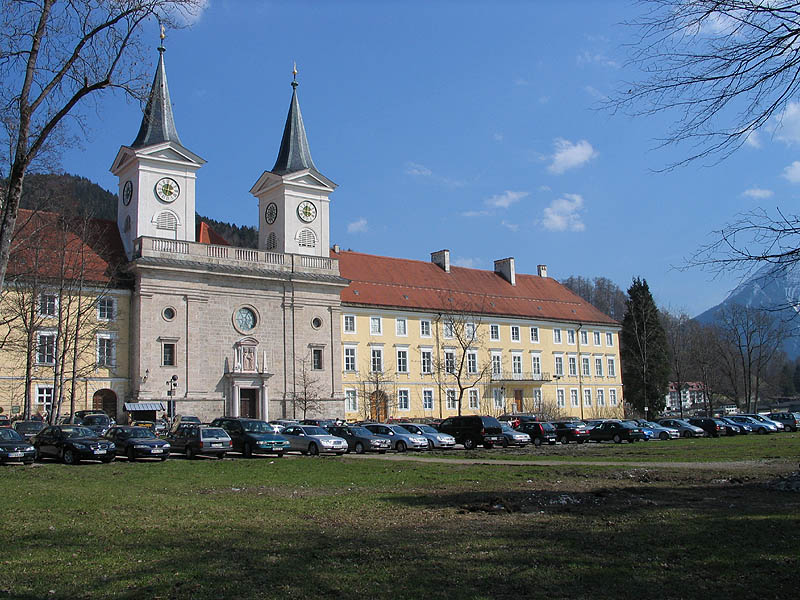
Abbaye de Tegernsee
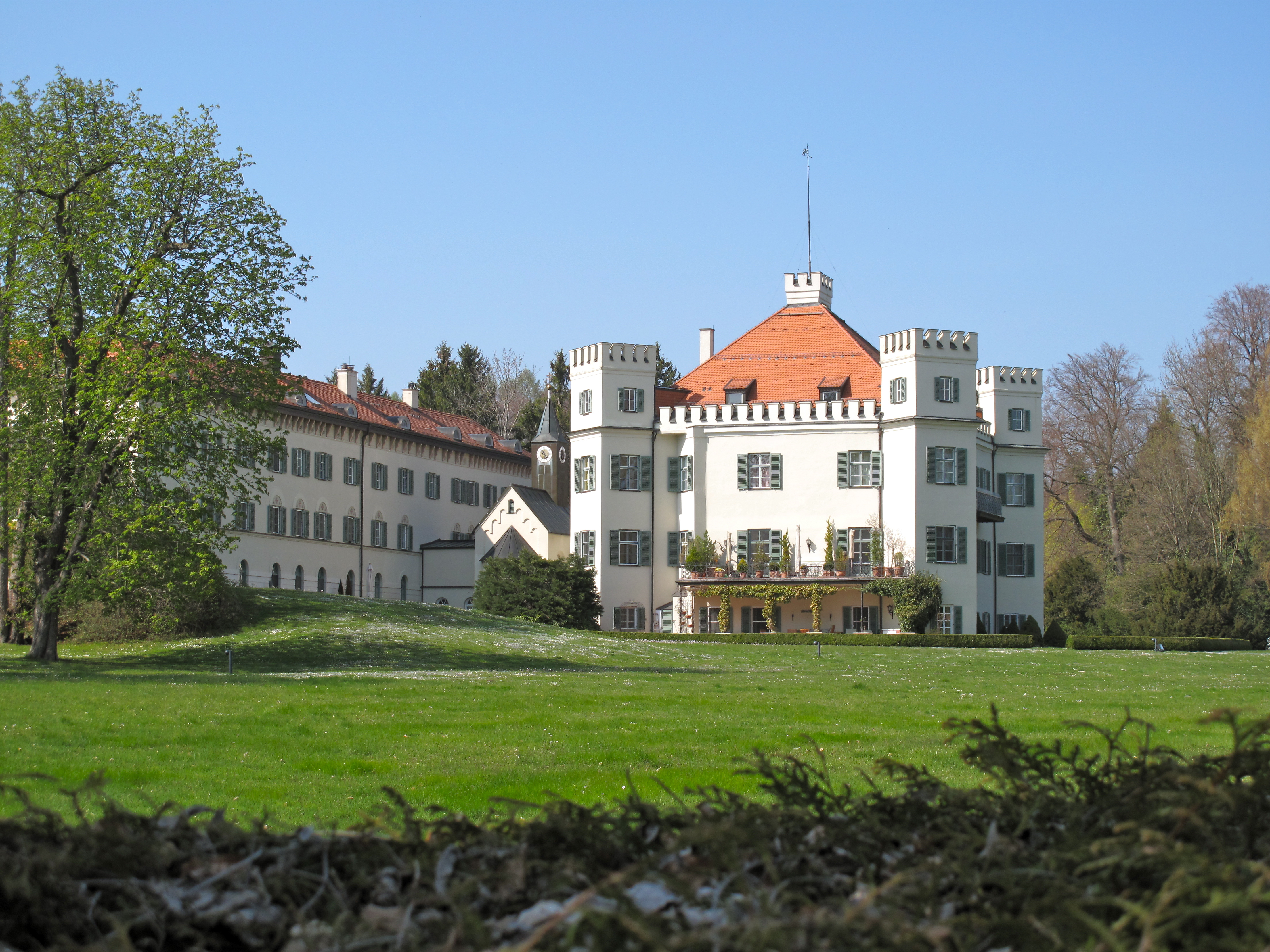
Château de Possenhofen